# Liste der olympischen Medaillengewinner aus Russland
Die Liste der olympischen Medaillengewinner aus Russland listet alle Sportler des Russischen Olympischen Komitees auf, die bei einer Olympiade eine Medaille erringen konnten. Das Russische Olympische Komitee wurde 1911 gegründet und 1912 vom Internationalen Olympischen Komitee aufgenommen.

## Medaillenbilanz
Bislang konnten Sportler aus Russland 1911 olympische Medaillen bei den Sportwettbewerben erringen. Diese teilen sich in 725 Gold-, 595 Silber- und 591 Bronzemedaillen auf. In der olympischen Geschichte des Landes gab es sechs verschiedene Mannschaften, die dem heutigen Gebiet zuzurechnen sind:
1. Die Mannschaft des Russischen Reiches mit dem olympischen Länderkürzel „RU1“ (1900–1912)
1 Goldmedaille, 4 Silbermedaillen, 3 Bronzemedaillen
2. Die Mannschaft der Sowjetunion mit dem olympischen Länderkürzel „URS“ (1952–1988)
473 Goldmedaillen, 376 Silbermedaillen, 355 Bronzemedaillen
3. Die Mannschaft der Gemeinschaft Unabhängiger Staaten mit dem olympischen Länderkürzel „EUN“ (1992)
54 Goldmedaillen, 44 Silbermedaillen, 37 Bronzemedaillen
4. Die russische Mannschaft mit dem olympischen Länderkürzel „RUS“ (1994–2016)
194 Goldmedaillen, 169 Silbermedaillen, 188 Bronzemedaillen
5. Die russische Mannschaft mit dem olympischen Länderkürzel „OAR“ (2018)
2 Goldmedaillen, 6 Silbermedaillen, 9 Bronzemedaillen
6. Die russische Mannschaft mit dem olympischen Länderkürzel „ROC“ (2020)

### Olympische Sommerspiele
| Jahr | Team   | Gold | Silber | Bronze | Total |
| ---- | ------ | ---- | ------ | ------ | ----- |
| 1896 | -      | -    | -      | -      | -     |
| 1900 | RU1    | 0    | 0      | 0      | -     |
| 1904 | -      | -    | -      | -      |       |
| 1908 | RU1    | 1    | 2      | 0      | 3     |
| 1912 | RU1    | 0    | 2      | 3      | 5     |
| 1920 | -      | -    | -      | -      | -     |
| 1924 | -      | -    | -      | -      | -     |
| 1928 | -      | -    | -      | -      | -     |
| 1932 | -      | -    | -      | -      | -     |
| 1936 | -      | -    | -      | -      | -     |
| 1948 | -      | -    | -      | -      | -     |
| 1952 | URS    | 22   | 30     | 19     | 71    |
| 1956 | URS    | 37   | 29     | 32     | 98    |
| 1960 | URS    | 43   | 29     | 31     | 103   |
| 1964 | URS    | 30   | 31     | 35     | 96    |
| 1968 | URS    | 29   | 32     | 30     | 91    |
| 1972 | URS    | 50   | 27     | 22     | 99    |
| 1976 | URS    | 49   | 41     | 35     | 125   |
| 1980 | URS    | 80   | 69     | 46     | 195   |
| 1984 | -      | -    | -      | -      | -     |
| 1988 | URS    | 55   | 31     | 46     | 132   |
| 1992 | EUN    | 45   | 38     | 29     | 112   |
| 1996 | RUS    | 26   | 21     | 16     | 63    |
| 2000 | RUS    | 32   | 28     | 29     | 89    |
| 2004 | RUS    | 28   | 26     | 36     | 90    |
| 2008 | RUS    | 24   | 13     | 23     | 60    |
| 2012 | RUS    | 18   | 21     | 26     | 65    |
| 2016 | RUS    | 19   | 17     | 20     | 56    |
| 2020 | ROC    | 20   | 28     | 23     | 71    |
|      | Gesamt | 608  | 515    | 501    | 1624  |

Russland nahm bisher 20-mal an den Olympischen Sommerspielen teil. Die erste Teilnahme erfolgte 1900 in Paris, die bisher letzte 2021 in Tokio. Neunmal, in den Jahren 1896, 1904, 1920 bis 1948 und 1984, nahmen keine russischen Sportler an den Sommerspielen teil. Russland gewann ab den Sommerspielen 1996 insgesamt 169-mal Gold, 153-mal Bronze und 176-mal Bronze, somit insgesamt 498 Medaillen.

### Olympische Winterspiele
| Jahr | Team   | Gold | Silber | Bronze | Total |
| ---- | ------ | ---- | ------ | ------ | ----- |
| 1924 | -      | -    | -      | -      | -     |
| 1928 | -      | -    | -      | -      | -     |
| 1932 | -      | -    | -      | -      | -     |
| 1936 | -      | -    | -      | -      | -     |
| 1948 | -      | -    | -      | -      | -     |
| 1952 | -      | -    | -      | -      | -     |
| 1956 | URS    | 7    | 3      | 6      | 16    |
| 1960 | URS    | 7    | 5      | 9      | 21    |
| 1964 | URS    | 11   | 8      | 6      | 25    |
| 1968 | URS    | 5    | 5      | 3      | 13    |
| 1972 | URS    | 8    | 5      | 3      | 16    |
| 1976 | URS    | 13   | 6      | 8      | 27    |
| 1980 | URS    | 10   | 6      | 6      | 22    |
| 1984 | URS    | 6    | 10     | 9      | 25    |
| 1988 | URS    | 11   | 9      | 9      | 29    |
| 1992 | EUN    | 9    | 6      | 8      | 23    |
| 1994 | RUS    | 11   | 8      | 4      | 23    |
| 1998 | RUS    | 9    | 6      | 3      | 18    |
| 2002 | RUS    | 5    | 4      | 4      | 13    |
| 2006 | RUS    | 8    | 6      | 8      | 22    |
| 2010 | RUS    | 3    | 5      | 7      | 15    |
| 2014 | RUS    | 10   | 10     | 9      | 29    |
| 2018 | OAR    | 2    | 6      | 9      | 17    |
| 2022 | ROC    | 5    | 12     | 15     | 34    |
|      | Gesamt | 140  | 120    | 126    | 386   |

Russland nahm bisher 17-mal an den Olympischen Winterspielen teil. Die erste Teilnahme erfolgte 1956 in Cortina d’Ampezzo, die bisher letzte 2022 in Peking. Sechsmal, in den Jahren 1924 bis 1952, nahmen keine russischen Sportler an den Winterspielen teil. Russland gewann ab den Winterspielen 1994 bis 2018: 49-mal Gold, 44-mal Silber und 44-mal Bronze, somit insgesamt 137 Medaillen.

## Medaillengewinner
Diese Liste gibt die Medaillengewinner Russlands wieder, einschließlich der Teilnahme als Gemeinschaft unabhängiger Staaten (1908–1912 und ab 1992), ausgeschlossen sind die Medaillengewinner aus der Sowjetunion von 1952–1988. Flaggen geben die aktuellste bzw. letzte Staatsbürgerschaft an, falls diese gewechselt wurde und somit nicht mehr russisch ist.

### A
- Tamilla Abassowa, Radsport (0-1-0)
Athen 2004: Silber, Sprint, Damen
- Andrey Abduvaliyev, Leichtathletik (1-0-0)
Barcelona 1992: Gold, Hammerwurf, Herren
- Denis Abljasin, Turnen (1-4-2)
London 2012: Bronze, Boden, Herren
London 2012: Silber, Sprung, Herren
Rio de Janeiro 2016: Silber, Mehrkampf Mannschaft, Männer
Rio de Janeiro 2016: Silber, Pferdsprung, Männer
Rio de Janeiro 2016: Bronze, Ringe, Männer
Tokio 2020: Gold, Mehrkampf Mannschaft, Herren
Tokio 2020: Silber, Sprung, Herren
- Jekaterina Abramowa, Eisschnelllauf (0-0-1)
Turin 2006: Bronze, Team-Verfolgung, Damen
- Lilija Achaimowa, Turnen (1-0-0)
Tokio 2020: Gold, Mehrkampf Mannschaft, Damen
- Albina Achatowa, Biathlon (1-1-3)
Nagano 1998: Silber, 4 × 7,5 km, Damen
Salt Lake City 2002: Bronze, 4 × 7,5 km, Damen
Turin 2006: Bronze, 10 km Verfolgung, Damen
Turin 2006: Bronze, 15 km, Damen
Turin 2006: Gold, 4 × 7,5 km, Damen
- Artur Achmatchusin, Fechten (1-0-0)
Rio de Janeiro 2016: Gold, Florett Mannschaft, Männer
- Bachtijar Achmedow, Ringen (1-0-0)
Peking 2008: Gold, Freistil Superschwergewicht, Herren
- Xenija Afanassjewa, Turnen (0-1-0)
London 2012: Silber, Mehrkampf Mannschaft, Damen
- Wiktor Ahn, Shorttrack (3-0-1)
Sotschi 2014: Gold, 500 m, Herren
Sotschi 2014: Gold, 1000 m, Herren
Sotschi 2014: Gold, Staffel, Herren
Sotschi 2014: Bronze, 1500 m, Herren
- Dawid Airapetjan, Boxen (0-0-1)
London 2012: Bronze, Halbfliegengewicht, Herren
- Chadschimurat Akkajew, Gewichtheben (0-1-0)
Athen 2004: Silber, Mittelschwergewicht, Herren
- Artur Akojew, Gewichtheben (0-1-0)
Barcelona 1992: Gold, 2. Schwergewicht, Herren
- Olga Akopjan, Handball (1-0-0)
Rio de Janeiro 2016: Gold, Damen
- Nikolai Aksjonow, Rudern (0-0-1)
Atlanta 1996: Bronze, Achter, Herren
- Julija Allagulowa, Shorttrack (0-0-1)
Albertville 1992: Bronze, 3000 m Staffel, Damen
- Islambek Albijew, Ringen (1-0-0)
Peking 2008: Gold, gr.-röm. Federgewicht, Herren
- Jewgeni Aleinikow, Schießen (0-0-1)
Sydney 2000: Bronze, Luftgewehr 10 m, Herren
- Sergei Alifirenko, Schießen (1-0-1)
Sydney 2000: Gold, Schnellfeuerpistole 25 m, Herren
Athen 2004: Bronze, Schnellfeuerpistole 25 m, Herren
- Alexei Alipow, Schießen (1-0-1)
Athen 2004: Gold, Trap, Herren
Peking 2008: Bronze, Trap, Herren
- Maxim Aljoschin, Turnen (0-0-1)
Sydney 2000: Bronze, Mannschaftsmehrkampf, Herren
- Michail Alojan, Boxen (0-1-0)
London 2012: Silber, Fliegengewicht, Herren
- Iwan Alypow, Ski Nordisch (0-0-1)
Turin 2006: Bronze, Team-Sprint, Herren
- Wladimir Andrejew, Leichtathletik (0-0-1)
Sydney 2000: Bronze, 20 km Gehen, Herren
- Roman Anoschkin, Kanu (0-0-1)
Rio de Janeiro 2016: Bronze, Einer-Kajak 1000 m, Männer
- Natalja Antjuch, Leichtathletik (1-1-1)
Athen 2004: Bronze, 400 m, Damen
Athen 2004: Silber, 4 × 400 m, Damen
- Wladislaw Antonow, Rodeln (0-1-0)
Sotschi 2014: Silber, Teamstaffel
- Ljudmyla Arschannikowa, Bogenschießen (0-0-1)
Barcelona 1992: Bronze, Mannschaft, Damen
- Michail Artamonow, Taekwondo (0-0-1)
Tokio 2020: Bronze, Klasse bis 58 kg, Herren
- Karina Asnawurjan, Fechten (2-0-1)
Atlanta 1996: Bronze, Degen Mannschaft, Damen
Sydney 2000: Gold, Degen Mannschaft, Damen
Athen 2004: Gold, Degen Mannschaft, Damen
- Anatoli Asrabajew, Schießen (0-1-0)
Barcelona 1992: Silber, Laufende Scheibe 10 m, Herren
- Ihar Astapkowitsch, Leichtathletik (0-1-0)
Barcelona 1992: Silber, Hammerwurf, Herren
- Ilja Awerbuch, Eiskunstlauf (0-1-0)
Salt Lake City 2002: Silber, Eistanz
- Dina Awerina, Rhythmische Sportgymnastik (0-1-0)
Tokio 2020: Silber, Mehrkampf Einzel, Damen

### B
- Bair Badjonow, Bogenschießen (0-0-1)
Peking 2008: Bronze, Einzel, Herren
- Gleb Bakschi, Boxen (0-0-1)
Tokio 2020: Bronze, Mittelgewicht, Herren
- Georgi Balakschin, Boxen (0-0-1)
Peking 2008: Bronze, Fliegengewicht, Herren
- Natalja Baranowa-Massalkina, Ski Nordisch (1-0-0)
Turin 2006: Gold, 4 × 7,5 km, Damen
- Chassan Barojew, Ringen (1-0-0)
Athen 2004: Gold, gr.-röm. Superschwergewicht, Herren
- Julija Barsukowa, Rhythmische Sportgymnastik (1-0-0)
Sydney 2000: Gold, Einzel
- Warwara Baryschewa, Eisschnelllauf (0-0-1)
Turin 2006: Bronze, Team-Verfolgung, Damen
- Anastassija Baryschnikowa, Taekwondo (0-0-1)
London 2012: Bronze, Klasse über 67 kg, Damen
- Tamerlan Baschajew, Judo (0-0-1)
Tokio 2020: Bronze, Schwergewicht, Herren
- Swetlana Baschanowa, Eisschnelllauf (1-0-0)
Lillehammer 1994: Silber, 3000 m, Damen
- Iurie Bașcatov, Schwimmen (0-1-0)
Barcelona 1992: Silber, 4 × 100 m Freistil, Herren
- Mawlet Batirow, Ringen (2-0-0)
Athen 2004: Gold, Freistil Bantamgewicht, Herren
Peking 2008: Gold, Freistil Federgewicht, Herren
- Albert Batyrgasijew, Boxen (1-0-0)
Tokio 2020: Gold, Federgewicht, Herren
- Jana Batyrschina, Rhythmische Sportgymnastik (0-1-0)
Atlanta 1996: Silber, Einzel
- Witalina Bazaraschkina, Schießen (2-2-0)
Rio de Janeiro 2016: Silber, Luftpistole, Damen
Tokio 2020: Gold, 10 m Luftpistole, Damen
Tokio 2020: Gold, 25 m Sportpistole, Damen
Tokio 2020: Silber, 10 m Luftpistole Team, Mixed
- Alexander Beketow, Fechten (1-1-0)
Atlanta 1996: Gold, Degen Einzel, Herren
Atlanta 1996: Silber, Degen Mannschaft, Herren
- Waleri Belenki, Turnen (1-0-1)
Barcelona 1992: Bronze, Einzelmehrkampf, Herren
Barcelona 1992: Gold, Mannschaftsmehrkampf, Herren
- Anastassija Beljakowa, Boxen (0-0-1)
Rio de Janeiro 2016: Bronze, Leichtgewicht, Frauen
- Dawid Beljawski, Turnen (1-1-1)
Rio de Janeiro 2016: Silber, Mehrkampf Mannschaft, Männer
Rio de Janeiro 2016: Bronze, Barren, Männer
Tokio 2020: Gold, Mehrkampf Mannschaft, Herren
- Julija Belorukowa, Ski Nordisch (0-0-2)
Pyeongchang 2018: Bronze, Sprint, Damen
Pyeongchang 2018: Bronze, Staffel, Damen
- Esper Belosselski, Segeln (0-0-1)
Stockholm 1912: Bronze, 10 m Klasse, Herren
- Irina Belowa, Leichtathletik (0-1-0)
Barcelona 1992: Gold, Siebenkampf, Damen
- Jelena Belowa, Biathlon (0-0-2)
Albertville 1992: Bronze, 3 × 7,5 km, Damen
Albertville 1992: Bronze, 7,5 km Sprint, Damen
- Jelena Bereschnaja, Eiskunstlauf (1-1-0)
Nagano 1998: Silber, Paare
Salt Lake City 2002: Gold, Paare
- Dmitri Berestow, Gewichtheben (1-0-0)
Athen 2004: Gold, Schwergewicht, Herren
- Alexander Bessmertnych, Ski Nordisch (0-1-0)
Sotschi 2014: Silber, 4 × 10 km, Herren
- Jelena Betschke, Eiskunstlauf (0-1-0)
Albertville 1992: Silber, Paare
- Sergei Bida, Fechten (0-1-0)
Tokio 2020: Silber, Degen Mannschaft, Herren
- Wera Birjukowa, Rhythmische Sportgymnastik (1-0-0)
Rio de Janeiro 2016: Gold, Mannschaft, Damen
- Harry Blaus, Schießen (0-0-1)
Stockholm 1912: Bronze, Tontaubenschießen, Herren
- Alexander Blinow, Schießen (0-1-0)
Athen 2004: Silber, Laufende Scheibe 10 m, Herren
- Anastassija Blisnjuk, Rhythmische Sportgymnastik (2-0-0)
London 2012: Gold, Mannschaft, Damen
Rio de Janeiro 2016: Gold, Mannschaft, Damen
- Irina Blisnowa, Handball (1-0-0)
Rio de Janeiro 2016: Gold, Damen
- Jekaterina Bobrowa, Eiskunstlauf (1-1-0)
Sotschi 2014: Gold, Team
Pyeongchang 2018: Silber, Teamwettbewerb
- Wladlena Bobrownikowa, Handball (1-0-0)
Rio de Janeiro 2016: Gold, Damen
- Anna Bogali-Titowez, Biathlon (2-0-0)
Turin 2006: Gold, 4 × 7,5 km, Damen
Vancouver 2010: Gold, 4 × 7,5 km, Damen
- Wadim Bogijew, Ringen (1-0-0)
Atlanta 1996: Gold, Freistil Leichtgewicht, Herren
- Swjatlana Bahinskaja, Turnen (1-0-0)
Barcelona 1992: Gold, Mannschaftsmehrkampf, Damen
- Olga Bogoslowskaja, Leichtathletik (0-1-0)
Barcelona 1992: Silber, 4 × 100 m, Damen
- Swetlana Boiko, Fechten (1-0-0)
Peking 2008: Gold, Florett Mannschaft, Damen
- Alexander Bolschunow, Ski Nordisch (0-3-1)
Pyeongchang 2018: Silber, Teamsprint, Herren
Pyeongchang 2018: Bronze, Sprint, Herren
Pyeongchang 2018: Silber, 50 km, Herren
Pyeongchang 2018: Silber, Staffel, Herren
- Alexander Bondar, Wasserspringen (0-0-1)
Tokio 2020: Bronze, 10 m Synchronspringen, Herren
- Alexei Bondarenko, Turnen (0-1-1)
Sydney 2000: Bronze, Mannschaftsmehrkampf, Herren
Sydney 2000: Silber, Pferdsprung, Herren
- Marija Borissowa, Wasserball (0-0-1)
Rio de Janeiro 2016: Bronze, Damen
- Anton Borodatschow, Fechten (0-1-0)
Tokio 2020: Silber, Florett Mannschaft, Herren
- Kirill Borodatschow, Fechten (0-1-0)
Tokio 2020: Silber, Florett Mannschaft, Herren
- Juri Borsakowski, Leichtathletik (1-0-0)
Athen 2004: Gold, 800 m, Herren
- Waleri Bortschin, Leichtathletik (1-0-0)
Peking 2008: Gold, 20 km Gehen, Herren
- Ernst Brasche, Segeln (0-0-1)
Stockholm 1912: Bronze, 10 m Klasse, Herren
- Ljubow Bruletowa, Judo (0-1-0)
Sydney 2000: Silber, Superleichtgewicht, Damen
- Olga Brusnikina, Synchronschwimmen (2-0-0)
Sydney 2000: Gold, Duett
Sydney 2000: Gold, Mannschaft
- Jekaterina Bukina, Ringen (0-0-1)
Rio de Janeiro 2016: Bronze, Klasse bis 75 kg, Damen
- Daniil Burkenja, Leichtathletik (0-0-1)
Athen 2004: Bronze, Dreisprung, Herren
- Ilja Burow, Freestyle-Skiing (0-0-1)
Pyeongchang 2018: Bronze, Springen, Herren

### C
- Tudor Casapu, Gewichtheben (1-0-0)
Barcelona 1992: Gold, Mittelgewicht, Herren
- Irina Chabarowa, Leichtathletik (0-1-0)
Athen 2004: Silber, 4 × 100 m, Damen
- Leri Chabelowi, Ringen (1-0-0)
Barcelona 1992: Gold, Freistil Schwergewicht, Herren
- Dawit Chachaleischwili, Judo (1-0-0)
Barcelona 1992: Gold, Schwergewicht, Herren
- Macharbek Chadarzew, Ringen (1-1-0)
Barcelona 1992: Gold, Freistil Halbschwergewicht, Herren
Atlanta 1996: Gold, Freistil Halbschwergewicht, Herren
- Artjom Chadschibekow, Schießen (1-1-0)
Atlanta 1996: Gold, Luftgewehr, Herren
Sydney 2000: Silber, Luftgewehr 10 m, Herren
- Dawit Tschakwetadse, Ringen (1-0-0)
Rio de Janeiro 2016: Gold, gr.-röm. Klasse bis 85 kg, Männer
- Sergei Charkow, Turnen (1-0-0)
Atlanta 1996: Gold, Mannschaftsmehrkampf, Herren
- Irina Chasowa, Ski Nordisch (0-0-1)
Vancouver 2010: Bronze, Teamsprint, Damen
- Tagir Chaibulajew, Judo (1-0-0)
London 2012: Gold, Halbschwergewicht, Herren
- Chassan Chalmursajew, Judo (1-0-0)
Rio de Janeiro 2016: Gold, Halbmittelgewicht, Männer
- Imam Chatajew, Boxen (0-0-1)
Tokio 2020: Bronze, Halbschwergewicht, Herren
- Karen Chatschanow, Tennis (0-1-0)
Tokio 2020: Silber, Einzel, Herren
- Gulnas Chatunzewa, Radsport (0-0-1)
Tokio 2020: Bronze, Madison, Damen
- Jelena Chlopzewa, Rudern (0-0-1)
Barcelona 1992: Bronze, Doppelvierer, Damen
- Pawlo Chnykin, Schwimmen (0-2-0)
Barcelona 1992: Silber, 4 × 100 m Freistil, Herren
Barcelona 1992: Silber, 4 × 100 m Lagen, Herren
- Sergei Chodos, Fechten (0-1-0)
Tokio 2020: Silber, Degen Mannschaft, Herren
- Swetlana Chorkina, Turnen (2-4-1)
Atlanta 1996: Silber, Mannschaftsmehrkampf, Damen
Atlanta 1996: Gold, Stufenbarren, Damen
Sydney 2000: Silber, Mannschaftsmehrkampf, Damen
Sydney 2000: Silber, Boden, Damen
Sydney 2000: Gold, Stufenbarren, Damen
Athen 2004: Bronze, Mannschaftsmehrkampf, Damen
Athen 2004: Gold, Mannschaft
Athen 2004: Silber, Einzelmehrkampf, Damen
- Maxim Chramzow, Taekwondo (1-0-0)
Tokio 2020: Gold, Klasse bis 80 kg, Herren
- Murat Chratschow, Boxen (0-0-1)
Athen 2004: Bronze, Leichtgewicht, Herren
- Irina Chudoroschkina, Leichtathletik (0-0-1)
Atlanta 1996: Bronze, Kugelstoßen, Damen
- Alan Chugajew, Ringen (1-0-0)
London 2012: Gold, gr.-röm. Klasse bis 84 kg, Herren
- Aslanbek Chuschtow, Ringen (1-0-0)
Peking 2008: Gold, gr.-röm. Schwergewicht, Herren
- Oksana Chusovitina, Turnen (1-0-0)
Barcelona 1992: Gold, Mannschaftsmehrkampf, Damen

### D
- Artur Dalalojan, Turnen (1-0-0)
Tokio 2020: Gold, Mehrkampf Mannschaft, Herren
- Olga Danilowa, Ski Nordisch (2-1-0)
Nagano 1998: Gold, 15 km klassisch, Damen
Nagano 1998: Silber, 10 km Verfolgung, Damen
Nagano 1998: Gold, 4 × 7,5 km, Damen
- Tujana Daschidorschijewa, Bogenschießen (0-1-0)
Rio de Janeiro 2016: Silber, Mannschaft, Frauen
- Anastassija Dawydowa, Synchronschwimmen (5-0-0)
Athen 2004: Gold, Duett
Athen 2004: Gold, Mannschaft
Peking 2008: Gold, Duett
Peking 2008: Gold, Mannschaft
London 2012: Gold, Mannschaft
- Jewgeni Dementjew, Ski Nordisch (1-1-0)
Turin 2006: Gold, 30 km Verfolgung, Herren
Turin 2006: Silber, 50 km, Herren
- Jelena Dementjewa, Tennis (1-1-0)
Sydney 2000: Silber, Einzel, Damen
Peking 2008: Gold, Einzel, Damen
- Albert Demtschenko, Rodeln (0-3-0)
Turin 2006: Silber, Einsitzer, Herren
Sotschi 2014: Silber, Einsitzer, Herren
Sotschi 2014: Silber, Teamstaffel
- Alexei Denissenko, Taekwondo (0-1-1)
London 2012: Bronze, Klasse bis 58 kg, Herren
Rio de Janeiro 2016: Silber, Klasse bis 68 kg, Männer
- Alexander Denissjew, Rodeln (0-1-0)
Sotschi 2014: Silber, Teamstaffel
- Inna Deriglasowa, Fechten (2-2-0)
London 2012: Silber, Florett Mannschaft, Damen
Rio de Janeiro 2016: Gold, Florett Einzel, Frauen
Tokio 2020: Gold, Florett Mannschaft, Damen
Tokio 2020: Silber, Florett Einzel, Damen
- Denis Dmitrijew, Radsport (0-0-1)
Rio de Janeiro 2016: Bronze, 1000 m Sprint, Männer
- Alexander Djatschenko, Kanu (1-0-0)
London 2012: Gold, Zweier-Kajak 200 m, Herren
- Alexei Djatschenko, Fechten (1-0-0)
Athen 2004: Bronze, Säbel Mannschaft, Herren
- Jekaterina Djatschenko, Fechten (2-0-0)
Rio de Janeiro 2016: Gold, Säbel Mannschaft, Damen
Rio de Janeiro 2016: Gold, Säbel Mannschaft, Frauen
- Swetlana Djomina, Schießen (0-1-0)
Sydney 2000: Silber, Skeet, Damen
- Artur Dmitrijew, Eiskunstlauf (2-1-0)
Albertville 1992: Gold, Paare
Lillehammer 1994: Silber, Paare
Nagano 1998: Gold, Paare
- Darja Dmitrijewa, Rhythmische Sportgymnastik (0-1-0)
London 2012: Silber, Einzel
- Darja Dmitrijewa, Handball (1-0-0)
Rio de Janeiro 2016: Gold, Damen
- Alexander Dobroskok, Wasserspringen (0-1-1)
Sydney 2000: Silber, Synchronspringen 3 m, Herren
Peking 2008: Bronze, Synchronspringen 10 m, Herren
- Jelena Dolgopolowa, Turnen (0-1-0)
Atlanta 1996: Silber, Mannschaftsmehrkampf, Damen
- Oxana Domnina, Eiskunstlauf (0-0-1)
Vancouver 2010: Bronze, Eistanz
- Oxana Dorodnowa, Rudern (0-0-1)
Sydney 2000: Bronze, Doppelvierer, Damen
- Dmitri Dorofejew, Eisschnelllauf (0-1-0)
Turin 2006: Silber, 500 m, Herren
- Dsmitryj Douhaljonok, Kanu (1-0-0)
Barcelona 1992: Gold, Zweier-Canadier 500 m, Herren
- Michail Dowgaljuk, Schwimmen (0-1-0)
Tokio 2020: Silber, 4 × 200 m Freistil, Herren
- Wladimir Dratschow, Biathlon (0-1-1)
Lillehammer 1994: Silber, 4 × 7,5 km, Herren
Nagano 1998: Bronze, 4 × 7,5 km, Herren
- Dmitri Drewin, Turnen (0-0-1)
Sydney 2000: Bronze, Mannschaftsmehrkampf, Herren
- Kamil Dschamaludinow, Boxen (0-0-1)
Sydney 2000: Bronze, Federgewicht, Herren
- Ljudmyla Dschyhalowa, Leichtathletik (1-0-0)
Barcelona 1992: Gold, 4 × 400 m, Damen
- Sjarhej Dsjamjaschkewitsch, Ringen (0-0-1)
Barcelona 1992: Bronze, gr.-röm. Schwergewicht, Herren
- Xenija Dudkina, Rhythmische Sportgymnastik (1-0-0)
Rio de Janeiro 2016: Gold, Mannschaft
- Islam Dugutschijew, Ringen (0-1-0)
Barcelona 1992: Silber, gr.-röm. Leichtgewicht, Herren
- Witali Dunaizew, Boxen (0-0-1)
Rio de Janeiro 2016: Bronze, Halbweltergewicht, Männer

### E
- Alexander Enbert, Eiskunstlauf (0-1-0)
Pyeongchang 2018: Silber, Teamwettbewerb

### F
- Arsen Fadsajew, Ringen (1-0-0)
Barcelona 1992: Gold, Freistil Leichtgewicht, Herren
- Olga Fatkulina, Eisschnelllauf (0-1-0)
Sotschi 2014: Silber, 500 m, Damen
- Juri Fedkin, Schießen (1-0-0)
Barcelona 1992: Gold, Luftgewehr, Herren
- Sergei Fedorowzew, Rudern (1-0-0)
Athen 2004: Gold, Doppelvierer, Herren
- Swetlana Fedotkina, Eisschnelllauf (0-1-0)
Lillehammer 1994: Silber, 1500 m, Damen
- Irina Fedotowa, Rudern (0-0-1)
Sydney 2000: Bronze, Doppelvierer, Damen
- Nadeschda Fedotowa, Wasserball (0-0-1)
Rio de Janeiro 2016: Bronze, Wasserball, Damen
- Marija Feklistowa, Schießen (0-0-1)
Sydney 2000: Bronze, Kleinkaliber Dreistellungskampf, Damen
- Swetlana Feofanowa, Leichtathletik (0-1-1)
Athen 2004: Silber, Stabhochsprung, Damen
Peking 2008: Bronze, Stabhochsprung, Damen
- Sergei Fessikow, Schwimmen (0-0-1)
London 2012: Bronze, 4 × 100 m Freistil, Herren
- Anastassija Fessikowa, Schwimmen (0-1-0)
London 2012: Silber, 200 m Rücken, Damen
- Olga Fjodorowa, Leichtathletik (0-1-0)
Athen 2004: Silber, 4 × 100 m, Damen
- Jewgenija Frolkina, Basketball (0-1-0)
Tokio 2020: Silber, 3×3-Basketball, Damen
- Olga Frolkina, Basketball (0-1-0)
Tokio 2020: Silber, 3×3-Basketball, Damen
- Alexei Frossin, Fechten (1-0-0)
Sydney 2000: Gold, Säbel Mannschaft, Herren

### G
- Muslim Gadschimagomedow, Boxen (0-1-0)
Tokio 2020: Silber, Schwergewicht, Herren
- Kamilla Gafursjanowa, Fechten (0-1-0)
London 2012: Silber, Florett Mannschaft, Damen
- Gairdabek Gairdabekow, Boxen (1-1-0)
Sydney 2000: Silber, Mittelgewicht, Herren
Athen 2004: Gold, Mittelgewicht, Herren
- Anastassija Galaschina, Schießen (0-1-0)
Tokio 2020: Silber, 10 m Luftgewehr, Damen
- Rosalija Galijewa, Turnen (1-1-0)
Barcelona 1992: Gold, Mannschaftsmehrkampf, Damen
Atlanta 1996: Silber, Mannschaftsmehrkampf, Damen
- Gulnara Galkina, Leichtathletik (1-0-0)
Peking 2008: Gold, 3000 m Hindernis, Damen
- Ljubow Galkina, Schießen (1-2-0)
Athen 2004: Gold, Kleinkaliber Dreistellungskampf, Damen
Athen 2004: Silber, Luftgewehr 10 m, Damen
Peking 2008: Silber, Luftgewehr 10 m, Damen
- Gleb Galperin, Wasserspringen (0-0-2)
Peking 2008: Bronze, Turmspringen 10 m, Herren
Peking 2008: Bronze, Synchronspringen 10 m, Herren
- Arsen Galstjan, Judo (1-0-0)
London 2012: Gold, Superleichtgewicht, Herren
- Renal Ganejew, Fechten (0-0-1)
Athen 2004: Bronze, Florett Mannschaft, Herren
- Julija Garajewa, Fechten (0-0-1)
Atlanta 1996: Bronze, Degen Mannschaft, Damen
- Jewgeni Garanitschew, Biathlon (0-0-1)
Sotschi 2014: Bronze, 20 km, Herren
- Nina Gawriljuk, Ski Nordisch (2-0-1)
Lillehammer 1994: Gold, 4 × 5 km, Damen
Lillehammer 1994: Bronze, 15 km, Damen
Nagano 1998: Gold, 4 × 7,5 km, Damen
- Julija Gawrilowa, Fechten (2-0-0)
Rio de Janeiro 2016: Gold, Säbel Mannschaft, Damen
Rio de Janeiro 2016: Gold, Säbel Mannschaft, Frauen
- Chadschimurad Gazalow, Ringen (1-0-0)
Athen 2004: Gold, Freistil Schwergewicht, Herren
- Aniuar Gedujew, Ringen (0-1-0)
Rio de Janeiro 2016: Silber, Freistil Klasse bis 74 kg, Männer
- Irina Gerassimjonok, Schießen (0-1-0)
Atlanta 1996: Silber, Kleinkaliber Dreistellung Damen
- Iwan Girjow, Schwimmen (0-1-0)
Tokio 2020: Silber, 4 × 200 m Freistil, Herren
- Arsen Gitinow, Ringen (0-1-0)
Sydney 2000: Silber, Freistil Leichtgewicht, Herren
- Swetlana Gladyschewa, Ski Alpin (0-1-0)
Lillehammer 1994: Silber, Super-G, Damen
- Nikita Glaskow, Fechten (0-1-0)
Tokio 2020: Silber, Degen Mannschaft, Herren
- Andrei Gluchow, Rudern (0-0-1)
Atlanta 1996: Bronze, Achter, Herren
- Alexei Gluschkow, Ringen (0-0-1)
Sydney 2000: Bronze, gr.-röm. Leichtgewicht, Herren
- Nadeschda Glysina, Wasserball (0-0-1)
Rio de Janeiro 2016: Bronze, Damen
- Dawit Gobedschischwili, Ringen (0-0-1)
Barcelona 1992: Bronze, Freistil Superschwergewicht, Herren
- Tatjana Goldobina, Schießen (0-1-0)
Sydney 2000: Silber, Kleinkaliber Dreistellungskampf, Damen
- Anton Golozuzkow, Turnen (0-0-2)
Peking 2008: Bronze, Boden, Herren
Peking 2008: Bronze, Sprung, Herren
- Alexander Golubew, Eisschnelllauf (1-0-0)
Lillehammer 1994: Gold, 500 m, Herren
- Swetlana Gombojewa, Bogenschießen (0-1-0)
Tokio 2020: Silber, Mannschaft, Damen
- Swetlana Gontscharenko, Leichtathletik (0-0-1)
Sydney 2000: Bronze, 4 × 400 m, Damen
- Natalja Gontscharowa, Wasserspringen (0-1-0)
Athen 2004: Silber, Synchronspringen 10 m, Damen
- Olga Gorbunowa, Wasserball (0-0-1)
Rio de Janeiro 2016: Bronze, Damen
- Oleg Gorobi, Kanu (0-0-1)
Atlanta 1996: Bronze, Vierer-Kajak, Herren
- Jekaterina Gordejewa, Eiskunstlauf (1-0-0)
Lillehammer 1994: Gold, Paare
- Olga Graf, Eisschnelllauf (0-0-2)
Sotschi 2014: Bronze, 5000 m, Damen
Sotschi 2014: Bronze, Teamverfolgung, Damen
- Andrei Gretschin, Schwimmen (0-0-1)
London 2012: Bronze, 4 × 100 m Freistil, Herren
- Kirill Grigorjan, Schießen (0-0-1)
Rio de Janeiro 2016: Bronze, Kleinkaliber liegend, Männer
- Wladimir Grigorjew, Shorttrack (1-1-0)
Sotschi 2014: Silber, 1000 m, Herren
Sotschi 2014: Gold, Staffel, Herren
- Anna Grinjowa, Wasserball (0-0-1)
Rio de Janeiro 2016: Bronze, Damen
- Sergei Grinkow, Eiskunstlauf (1-0-0)
Lillehammer 1994: Gold, Paare
- Anastassija Grischina, Turnen (0-1-0)
London 2012: Silber, Mehrkampf Mannschaft, Damen
- Oxana Grischtschuk, Eiskunstlauf (2-0-0)
Lillehammer 1994: Gold, Eistanz
Nagano 1998: Gold, Eistanz
- Eduard Grizun, Radsport (0-1-0)
Atlanta 1996: Silber, Mannschaftsverfolgung, Herren
- Jelena Groschewa, Turnen (0-1-0)
Atlanta 1996: Silber, Mannschaftsmehrkampf, Damen
- Jelena Grudnewa, Turnen (1-0-0)
Barcelona 1992: Gold, Mannschaftsmehrkampf, Damen
- Safar Gulijew, Ringen (0-0-1)
Atlanta 1996: Bronze, gr.-röm. Papiergewicht, Herren

### H
- Serhij Holubyzkyj, Fechten (0-1-0)
Barcelona 1992: Silber, Florett Einzel, Herren
- Nazim Hüseynov, Judo (1-0-0)
Barcelona 1992: Gold, Superleichtgewicht, Herren
- Wadym Hutzajt, Fechten (1-0-0)
Barcelona 1992: Gold, Säbel Mannschaft, Herren
- Tetjana Huzu, Fechten (2-1-1)
Barcelona 1992: Gold, Mannschaftsmehrkampf, Damen
Barcelona 1992: Gold, Einzelmehrkampf, Damen
Barcelona 1992: Bronze, Boden, Damen
Barcelona 1992: Silber, Stufenbarren, Damen

### I
- Sultan-Achmed Ibragimow, Boxen (0-1-0)
Sydney 2000: Silber, Schwergewicht, Herren
- Michail Ignatjew, Radsport (1-0-1)
Athen 2004: Gold, Punktefahren, Herren
Peking 2008: Bronze, Madison, Herren
- Anastassija Iljankowa, Turnen (0-1-0)
Tokio 2020: Silber, Stufenbarren, Damen
- Nijas Iljassow, Judo (0-0-1)
Tokio 2020: Bronze, Halbschwergewicht, Herren
- Jekaterina Iljina, Handball (1-0-0)
Rio de Janeiro 2016: Gold, Damen
- Wera Iljina, Wasserspringen (1-1-0)
Sydney 2000: Gold, Synchronspringen 3 m, Damen
Athen 2004: Silber, Synchronspringen 3 m, Damen
- Jelena Iljinych, Eiskunstlauf (1-0-1)
Sotschi 2014: Bronze, Eistanz
Sotschi 2014: Gold, Team
- Jekaterina Iljuchina, Snowboard (0-1-0)
Vancouver 2010: Silber, Parallel-Riesenslalom, Damen
- Larissa Iltschenko, Schwimmen (1-0-0)
Peking 2008: Gold, 10 km Marathon, Damen
- Swetlana Ischmuratowa, Biathlon (2-0-1)
Salt Lake City 2002: Bronze, 4 × 7,5 km, Damen
Turin 2006: Gold, 15 km, Damen
Turin 2006: Gold, 4 × 7,5 km, Damen
- Natalja Ischtschenko, Synchronschwimmen (4-0-0)
London 2012: Gold, Duett
London 2012: Gold, Mannschaft
Rio de Janeiro 2016: Gold, Duett
Rio de Janeiro 2016: Gold, Mannschaft
- Mnazakan Iskandarjan, Ringen (1-0-0)
Barcelona 1992: Gold, gr.-röm. Weltergewicht, Herren
- Danila Isotow, Schwimmen (0-1-1)
Peking 2008: Silber, 4 × 200 m Freistil, Herren
London 2012: Bronze, 4 × 100 m Freistil, Herren
- Mansur Issajew, Judo (1-0-0)
London 2012: Gold, Leichtgewicht, Herren
- Wladimir Issakow, Schießen (0-0-2)
Athen 2004: Bronze, Luftpistole 10 m, Herren
Peking 2008: Bronze, Freie Pistole, Herren
- Natalja Issakowa, Shorttrack (0-0-1)
Albertville 1992: Bronze, 3000 m Staffel, Damen
- Jelena Issinbajewa, Leichtathletik (2-0-1)
Athen 2004: Gold, Stabhochsprung, Damen
Peking 2008: Gold, Stabhochsprung, Damen
London 2012: Bronze, Stabhochsprung, Damen
- Michail Iwanow, Ski Nordisch (1-0-0)
Salt Lake City 2002: Gold, 50 km klassisch, Herren
- Wassili Iwanow, Schwimmen (0-1-0)
Barcelona 1992: Silber, 4 × 100 m Lagen, Herren
- Jewgenija Iwanowa, Wasserball (0-0-1)
Rio de Janeiro 2016: Bronze, Damen
- Natalja Iwanowa, Taekwondo (0-1-0)
Sydney 2000: Silber, Klasse über 67 kg, Damen
- Olimpiada Iwanowa, Leichtathletik (0-1-0)
Athen 2004: Silber, 20 km Gehen, Damen
- Tatjana Iwanowa, Rodeln (0-1-0)
Sotschi 2014: Silber, Teamstaffel

### J
- Alexei Jagudin, Eiskunstlauf (1-0-0)
Salt Lake City 2002: Gold, Herren
- Alexei Jakimenko, Fechten (0-0-1)
Athen 2004: Bronze, Säbel Mannschaft, Herren
- Dmitri Japarow, Ski Nordisch (0-1-0)
Sotschi 2014: Silber, 4 × 10 km, Herren
- Julija Jefimowa, Schwimmen (0-2-1)
London 2012: Bronze, 200 m Brust, Damen
Rio de Janeiro 2016: Silber, 100 m Brust, Damen
Rio de Janeiro 2016: Silber, 200 m Brust, Damen
- Jana Jegorjan, Fechten (4-0-0)
Rio de Janeiro 2016: Gold, Säbel Einzel, Damen
Rio de Janeiro 2016: Gold, Säbel Mannschaft, Damen
Rio de Janeiro 2016: Gold, Säbel Mannschaft, Frauen
Rio de Janeiro 2016: Gold, Säbel Einzel, Frauen
- Filipp Jegorow, Bobsport (0-1-0)
Turin 2006: Silber, Viererbob, Herren
- Roman Jegorow, Schwimmen (0-1-0)
Atlanta 1996: Silber, 4 × 100 m Freistil, Herren
- Ljubow Jegorowa, Ski Nordisch (6-3-0)
Albertville 1992: Silber, 5 km klassisch, Damen
Albertville 1992: Gold, 15 km klassisch, Damen
Albertville 1992: Silber, 30 km, Damen
Albertville 1992: Gold, 10 km Verfolgung, Damen
Albertville 1992: Gold, 4 × 5 km, Damen
Lillehammer 1994: Gold, 5 km klassisch, Damen
Lillehammer 1994: Silber, 15 km, Damen
Lillehammer 1994: Gold, Verfolgung, Damen
Lillehammer 1994: Gold, 4 × 5 km, Damen
- Walentina Jegorowa, Leichtathletik (1-1-0)
Barcelona 1992: Gold, Marathon, Damen
Atlanta 1996: Silber, Marathon, Damen
- Wjatscheslaw Jekimow, Radsport (2-0-0)
Sydney 2000: Gold, Einzelzeitfahren, Herren
Athen 2004: Gold, Einzelzeitfahren, Herren
- Jelena Jelessina, Leichtathletik (1-0-0)
Sydney 2000: Gold, Hochsprung, Damen
- Stefanija Jelfutina, Segeln (0-0-1)
Rio de Janeiro 2016: Bronze, Windsurfen, Damen
- Semjon Jelistratow, Shorttrack (1-0-1)
Sotschi 2014: Gold, Staffel, Herren
Pyeongchang 2018: Bronze, 1500 m, Herren
- Sergei Jemelin, Ringen (0-0-1)
Tokio 2020: Bronze, gr.-röm. Klasse bis 60 kg, Herren
- Anastassija Jermakowa, Synchronschwimmen (4-0-0)
Athen 2004: Gold, Duett
Athen 2004: Gold, Mannschaft
Peking 2008: Gold, Duett
Peking 2008: Gold, Mannschaft
- Oxana Jermakowa, Fechten (1-0-0)
Sydney 2000: Gold, Degen Mannschaft, Damen
- Tatjana Jerochina, Handball (1-0-0)
Rio de Janeiro 2016: Gold, Damen
- Ljudmila Jeschowa, Turnen (0-0-1)
Athen 2004: Bronze, Mannschaftsmehrkampf, Damen
- Mussa Jewlojew, Ringen (1-0-0)
Tokio 2020: Gold, gr.-röm. Klasse bis 97 kg, Herren

### K
- Alina Kabajewa, Rhythmische Sportgymnastik (1-0-1)
Sydney 2000: Bronze, Einzel
Athen 2004: Gold, Einzel
- Akakios Kachiasvilis, Gewichtheben (1-0-0)
Barcelona 1992: Gold, Mittelschwergewicht, Herren
- Jewgeni Kafelnikow, Tennis (1-0-0)
Sydney 2000: Gold, Einzel, Herren
- Irina Kalentjewa, Radsport (0-0-1)
Peking 2008: Bronze, Mountainbike, Damen
- Wiktorija Kalinina, Handball (1-0-0)
Rio de Janeiro 2016: Gold, Damen
- Sergei Kamenski, Schießen (0-2-1)
Rio de Janeiro 2016: Silber, Kleinkaliber Dreistellung, Männer
Tokio 2020: Silber, Kleinkalibergewehr Dreistellungskampf, Herren
Tokio 2020: Bronze, 10 m Luftgewehr Team, Mixed
- Jewgenija Kanajewa, Rhythmische Sportgymnastik (1-0-0)
London 2012: Gold, Einzel
- Olga Kaniskina, Leichtathletik (1-0-0)
Peking 2008: Gold, 20 km Gehen, Damen
- Denis Kapustin, Leichtathletik (0-0-1)
Sydney 2000: Bronze, Dreisprung, Herren
- Irina Karawajewa, Trampolinturnen (1-0-0)
Sydney 2000: Gold, Damen
- Aslan Karazew, Tennis (0-1-0)
Tokio 2020: Silber, Doppel, Mixed
- Murat Kardanow, Ringen (1-0-0)
Sydney 2000: Gold, gr.-röm. Weltergewicht, Herren
- Alexander Karelin, Ringen (2-1-0)
Barcelona 1992: Gold, gr.-röm. Superschwergewicht, Herren
Atlanta 1996: Gold, gr.-röm. Superschwergewicht, Herren
Sydney 2000: Silber, gr.-röm. Superschwergewicht, Herren
- Elwina Karimowa, Wasserball (0-0-1)
Rio de Janeiro 2016: Bronze, Damen
- Julija Karimowa, Schießen (0-0-2)
Tokio 2020: Bronze, Kleinkalibergewehr Dreistellungskampf, Damen
Tokio 2020: Bronze, 10 m Luftgewehr Team, Mixed
- Anna Karnauch, Wasserball (0-0-1)
Rio de Janeiro 2016: Bronze, Damen
- Ilja Karpenkow, Basketball (0-1-0)
Tokio 2020: Silber, 3×3-Basketball, Herren
- Kazjaryna Karsten, Rudern (0-0-1)
Barcelona 1992: Bronze, Doppelvierer, Damen
- Aljona Kartaschowa, Ringen (0-1-0)
Peking 2008: Silber, gr.-röm. Mittelgewicht, Herren
- Sergei Kasakow, Boxen (0-0-1)
Athen 2004: Bronze, Halbfliegengewicht, Herren
- Oxana Kasakowa, Eiskunstlauf (1-0-0)
Nagano 1998: Gold, Paare
- Amos Kasch, Schießen (0-1-0)
Stockholm 1912: Silber, Militärrevolver 30 m Mannschaft, Herren
- Tatjana Kaschirina, Gewichtheben (0-1-0)
London 2012: Silber, Klasse über 75 kg, Damen
- Sarema Kassajewa, Gewichtheben (0-0-1)
Athen 2004: Bronze, Klasse bis 69 kg, Damen
- Nikita Kazalapow, Eiskunstlauf (1-0-1)
Sotschi 2014: Bronze, Eistanz
Sotschi 2014: Gold, Team
- Georgi Ketojew, Ringen (0-0-1)
Peking 2008: Bronze, Freistil Mittelgewicht, Herren
- Grigori Kirijenko, Fechten (2-0-0)
Barcelona 1992: Gold, Säbel Mannschaft, Herren
Atlanta 1996: Gold, Säbel Mannschaft, Herren
- Waleri Kirijenko, Biathlon (0-2-0)
Albertville 1992: Silber, 4 × 7,5 km, Herren
Lillehammer 1994: Silber, 4 × 7,5 km, Herren
- Marija Kirilenko, Tennis (0-0-1)
London 2012: Bronze, Doppel, Damen
- Olga Kiriltschenko, Schwimmen (0-0-1)
Barcelona 1992: Bronze, 4 × 100 m Lagen, Damen
- Marija Kisseljowa, Synchronschwimmen (2-0-0)
Sydney 2000: Gold, Duett
Sydney 2000: Gold, Mannschaft
- Martin Klein, Ringen (0-1-0)
Stockholm 1912: Silber, Mittelgewicht, Herren
- Sergei Klewtschenja, Eisschnelllauf (0-1-1)
Lillehammer 1994: Silber, 500 m, Herren
Lillehammer 1994: Bronze, 1000 m, Herren
- Fjodor Klimow, Eiskunstlauf (0-1-0)
Sotschi 2014: Silber, Paare
- Marina Klimowa, Eiskunstlauf (1-0-0)
Albertville 1992: Gold, Eistanz
- Sergei Kljugin, Leichtathletik (1-0-0)
Sydney 2000: Gold, Hochsprung, Herren
- Dmitri Klokow, Gewichtheben (0-1-0)
Peking 2008: Silber, Klasse bis 105 kg, Herren
- Olga Klotschnewa, Schießen (1-0-0)
Atlanta 1996: Gold, Luftpistole, Damen
- Gogi Koguaschwili, Ringen (0-0-1)
Barcelona 1992: Bronze, gr.-röm. Halbschwergewicht, Herren
- Boris Kokorew, Schießen (1-0-0)
Atlanta 1996: Gold, Freie Pistole 50 m, Herren
- Kliment Kolesnikow, Schwimmen (0-1-1)
Tokio 2020: Silber, 100 m Rücken, Herren
Tokio 2020: Bronze, 100 m Freistil, Herren
- Anastassija Kolesnikowa, Turnen (0-1-0)
Sydney 2000: Silber, Mannschaftsmehrkampf, Damen
- Swetlana Kolesnitschenko, Synchronschwimmen (2-0-0)
Rio de Janeiro 2016: Gold, Mannschaft
Tokio 2020: Gold, Duett, Damen
- Michail Koljada, Eiskunstlauf (0-1-0)
Pyeongchang 2018: Silber, Teamwettbewerb
- Wioletta Kolobowa, Fechten (0-0-1)
Rio de Janeiro 2016: Bronze, Degen Mannschaft, Frauen
- Pawel Kolobkow, Fechten (1-2-2)
Barcelona 1992: Bronze, Degen Mannschaft, Herren
Barcelona 1992: Silber, Degen Einzel, Herren
Atlanta 1996: Silber, Degen Mannschaft, Herren
Sydney 2000: Gold, Degen Einzel, Herren
Athen 2004: Bronze, Degen Einzel, Herren
- Nikolai Kolomenkin-Panin, Eiskunstlauf (1-0-0)
London 1908: Gold, Spezialfiguren
- Julija Koltunowa, Wasserspringen (0-1-0)
Athen 2004: Silber, Synchronspringen 10 m, Damen
- Stanislawa Komarowa, Schwimmen (0-1-0)
Athen 2004: Silber, 200 m Rücken, Damen
- Wiktorija Komowa, Turnen (0-2-0)
London 2012: Silber, Mehrkampf Einzel, Damen
London 2012: Silber, Mehrkampf Mannschaft, Damen
- Larissa Korobeinikowa, Fechten (1-1-1)
London 2012: Silber, Florett Mannschaft, Damen
Tokio 2020: Gold, Florett Mannschaft, Damen
Tokio 2020: Bronze, Florett Einzel, Damen
- Ihor Korobtschinskyj, Turnen (1-0-1)
Barcelona 1992: Gold, Mannschaftsmehrkampf, Herren
Barcelona 1992: Bronze, Barren, Herren
- Andrei Kornejew, Schwimmen (0-0-1)
Atlanta 1996: Bronze, 200 m Brust, Herren
- Natalja Korosteljowa, Ski Nordisch (0-0-1)
Vancouver 2010: Bronze, Teamsprint, Damen
- Jewgeni Korotyschkin, Schwimmen (0-1-0)
London 2012: Silber, 100 m Schmetterling, Herren
- Alexei Korowaschkow, Kanu (0-0-1)
London 2012: Bronze, Zweier-Canadier 1000 m, Herren
- Jelisaweta Koschewnikowa, Freestyle-Skiing (0-1-1)
Albertville 1992: Silber, Buckelpiste, Damen
Lillehammer 1994: Bronze, Buckelpiste, Damen
- Julija Kosik, Basketball (0-1-0)
Tokio 2020: Silber, 3×3-Basketball, Damen
- Sergei Kostarew, Fechten (0-0-1)
Barcelona 1992: Silber, Degen Mannschaft, Herren
- Alexander Kostoglod, Kanu (0-2-1)
Athen 2004: Bronze, Zweier-Canadier 500 m, Herren
Athen 2004: Silber, Zweier-Canadier 1000 m, Herren
Peking 2008: Silber, Zweier-Canadier 500 m, Herren
- Roman Kostomarow, Eiskunstlauf (1-0-0)
Turin 2006: Gold, Eistanz
- Olga Kotljarowa, Leichtathletik (0-0-1)
Sydney 2000: Bronze, 4 × 400 m, Damen
- Tatjana Kotowa, Leichtathletik (0-0-2)
Sydney 2000: Bronze, Weitsprung, Damen
Athen 2004: Bronze, Weitsprung, Damen
- Dina Kotschetkowa, Turnen (0-1-0)
Atlanta 1996: Silber, Mannschaftsmehrkampf, Damen
- Olga Kotschnewa, Fechten (0-0-1)
Rio de Janeiro 2016: Bronze, Degen Mannschaft, Frauen
- Alexander Kowaljow, Kanu (0-1-1)
Athen 2004: Bronze, Zweier-Canadier 500 m, Herren
Athen 2004: Silber, Zweier-Canadier 1000 m, Herren
- Nikolai Kowaljow, Fechten (0-0-1)
London 2012: Bronze, Säbel Einzel, Herren
- Olesja Krasnomowez, Leichtathletik (0-1-0)
Athen 2004: Silber, 4 × 400 m, Damen
- Alexander Krasnych, Schwimmen (0-1-0)
Tokio 2020: Silber, 4 × 200 m Freistil, Herren
- Wjatscheslaw Krassilnikow, Beachvolleyball (0-1-0)
Tokio 2020: Silber, Herren
- Inessa Krawez, Leichtathletik (0-1-0)
Barcelona 1992: Silber, Weitsprung, Damen
- Serhij Krawtschuk, Fechten (0-0-1)
Barcelona 1992: Silber, Degen Mannschaft, Herren
- Igor Krawzow, Rudern (1-0-0)
Athen 2004: Gold, Doppelvierer, Herren
- Swetlana Kriweljowa, Leichtathletik (1-0-0)
Barcelona 1992: Gold, Kugelstoßen, Damen
- Nikita Krjukow, Ski Nordisch (1-1-0)
Vancouver 2010: Gold, 1,5 km Sprint, Herren
Sotschi 2014: Silber, Teamsprint, Herren
- Nikolai Krjukow, Turnen (1-0-1)
Atlanta 1996: Gold, Mannschaftsmehrkampf, Herren
Sydney 2000: Bronze, Mannschaftsmehrkampf, Herren
- Nikolai Kruglow, Biathlon (0-1-0)
Turin 2006: Silber, 4 × 7,5 km, Herren
- Larissa Kruglowa, Leichtathletik (0-1-0)
Athen 2004: Silber, 4 × 100 m, Damen
- Marija Krjutschkowa, Turnen (0-0-1)
Athen 2004: Bronze, Mannschaftsmehrkampf, Damen
- Anschelika Krylowa, Eiskunstlauf (0-1-0)
Nagano 1998: Silber, Eistanz
- Alexei Kudrjawzew, Schwimmen (1-0-0)
Barcelona 1992: Gold, 4 × 200 m Freistil, Herren
- Jana Kudrjawzewa, Rhythmische Sportgymnastik (0-1-0)
Rio de Janeiro 2016: Silber, Einzel, Damen
- Bessik Kuduchow, Ringen (0-0-1)
Peking 2008: Bronze, Freistil Bantamgewicht, Herren
- Galina Kuklewa, Biathlon (1-1-1)
Nagano 1998: Silber, 4 × 7,5 km, Damen
Nagano 1998: Gold, 7,5 km, Damen
Salt Lake City 2002: Bronze, 4 × 7,5 km, Damen
- Mykola Kuksenkow, Turnen (0-1-0)
Rio de Janeiro 2016: Silber, Mehrkampf Mannschaft, Männer
- Ilja Kulik, Eiskunstlauf (1-0-0)
Nagano 1998: Gold, Herren
- Wladislaw Kulikow, Schwimmen (0-1-1)
Barcelona 1992: Silber, 4 × 100 m Lagen, Herren
Atlanta 1996: Bronze, 100 m Schmetterling, Herren
- Juri Kunakow, Wasserspringen (0-1-0)
Peking 2008: Silber, Synchronspringen 3 m, Herren
- Saur Kuramagomedow, Ringen (0-0-1)
London 2012: Bronze, gr.-röm. Klasse bis 60 kg, Herren
- Larissa Kurkina, Ski Nordisch (1-0-0)
Turin 2006: Gold, 4 × 7,5 km, Damen
- Aljaksandr Kurlowitsch, Gewichtheben (1-0-0)
Barcelona 1992: Gold, Superschwergewicht, Herren
- Olga Kusekowa, Leichtathletik (1-1-0)
Sydney 2000: Silber, Hammerwurf, Damen
Athen 2004: Gold, Hammerwurf, Damen
- Natalja Kusjutina, Judo (0-0-1)
Rio de Janeiro 2016: Bronze, Halbleichtgewicht, Frauen
- Jewgeni Kusnezow, Wasserspringen (0-1-0)
London 2012: Silber, Synchronspringen 3 m, Herren
- Michail Kusnezow, Kanu (0-0-1)
Peking 2008: Bronze, Kanuslalom Zweier-Canadier, Herren
- Nikolai Kusnezow, Radsport (0-1-0)
Atlanta 1996: Silber, Mannschaftsverfolgung, Herren
- Ewgenija Kusnezowa, Turnen (0-1-0)
Atlanta 1996: Silber, Mannschaftsmehrkampf, Damen
- Polina Kusnezowa, Handball (1-0-0)
Rio de Janeiro 2016: Gold, Damen
- Oleg Kutscherenko, Ringen (1-0-0)
Barcelona 1992: Gold, gr.-röm. Halbfliegengewicht, Herren
- Mart Kuusik, Rudern (0-0-1)
Stockholm 1912: Bronze, Einer, Herren

### L
- Jewgeni Lagunow, Schwimmen (0-1-1)
Peking 2008: Silber, 4 × 200 m Freistil, Herren
London 2012: Bronze, 4 × 100 m Freistil, Herren
- Jewgenija Lamonowa, Fechten (1-0-0)
Peking 2008: Gold, Florett Mannschaft, Damen
- Wladislaw Larin, Taekwondo (1-0-0)
Tokio 2020: Gold, Klasse über 80 kg, Herren
- Dmitri Larionow, Kanu (0-0-1)
Peking 2008: Bronze, Kanuslalom Zweier-Canadier, Herren
- Andrei Larkow, Ski Nordisch (0-1-1)
Pyeongchang 2018: Bronze, 50 km, Herren
Pyeongchang 2018: Silber, Staffel, Herren
- Irina Laschko, Wasserspringen (0-2-0)
Barcelona 1992: Silber, Kunstspringen, Damen
Atlanta 1996: Silber, Kunstspringen, Damen
- Marija Lassizkene, Leichtathletik (1-0-0)
Tokio 2020: Gold, Hochsprung, Damen
- Inna Lassowskaja, Leichtathletik (0-1-0)
Atlanta 1996: Silber, Dreisprung, Damen
- Larissa Lasutina, Ski Nordisch (4-1-2)
Albertville 1992: Gold, 4 × 5 km, Damen
Lillehammer 1994: Gold, 4 × 5 km, Damen
Nagano 1998: Gold, 5 km klassisch, Damen
Nagano 1998: Silber, 15 km klassisch, Damen
Nagano 1998: Bronze, 30 km, Damen
Nagano 1998: Bronze, 10 km Verfolgung, Damen
Nagano 1998: Gold, 4 × 7,5 km, Damen
- Wladimir Lebedew, Freestyle-Skiing (0-0-1)
Turin 2006: Bronze, Springen, Herren
- Tatjana Lebedewa, Leichtathletik (1-3-1)
Sydney 2000: Silber, Dreisprung, Damen
Athen 2004: Gold, Weitsprung, Damen
Athen 2004: Bronze, Dreisprung, Damen
Peking 2008: Silber, Weitsprung, Damen
Peking 2008: Silber, Dreisprung, Damen
- Alexander Lebsjak, Boxen (1-0-0)
Sydney 2000: Gold, Halbschwergewicht, Herren
- Alexander Legkow, Skilanglauf (1-1-0)
Sotschi 2014: Gold, Skilanglauf 50 km, Herren
- Dmitri Lepikow, Schwimmen (1-0-0)
Sotschi 2014: Silber, 4 × 10 km, Herren
Barcelona 1992: Gold, 4 × 200 m Freistil, Herren
- Alexei Lesin, Boxen (0-0-1)
Atlanta 1996: Bronze, Superschwergewicht, Herren
- Alexander Lessun, Moderner Fünfkampf (1-0-0)
Rio de Janeiro 2016: Gold, Männer
- Julija Lewina, Rudern (0-0-1)
Sydney 2000: Bronze, Doppelvierer, Damen
- Galina Lichatschowa, Eisschnelllauf (0-0-1)
Turin 2006: Bronze, Team-Verfolgung, Damen
- Karl Lindholm, Segeln (0-0-1)
Stockholm 1912: Bronze, 10 m Klasse, Herren
- Jekaterina Lissunowa, Wasserball (0-0-1)
Rio de Janeiro 2016: Bronze, Damen
- Wiktorija Listunowa, Turnen (1-0-0)
Tokio 2020: Gold, Mehrkampf Mannschaft, Damen
- Oksana Ljapina, Turnen (0-1-0)
Atlanta 1996: Silber, Mannschaftsmehrkampf, Damen
- Jekaterina Lobasnjuk, Turnen (0-2-1)
Sydney 2000: Silber, Mannschaftsmehrkampf, Damen
Sydney 2000: Bronze, Pferdsprung, Damen
Sydney 2000: Silber, Schwebebalken, Damen
- Irina Lobatschowa, Eiskunstlauf (0-1-0)
Salt Lake City 2002: Silber, Eistanz
- Nikita Lobinzew, Schwimmen (0-1-1)
Peking 2008: Silber, 4 × 200 m Freistil, Herren
London 2012: Bronze, 4 × 100 m Freistil, Herren
- Jekaterina Lobyschewa, Eisschnelllauf (0-0-2)
Turin 2006: Bronze, Team-Verfolgung, Damen
Sotschi 2014: Bronze, Teamverfolgung, Damen
- Anastassija Logunowa, Basketball (0-1-0)
Tokio 2020: Silber, 3×3-Basketball, Damen
- Tatjana Logunowa, Fechten (2-0-1)
Sydney 2000: Gold, Degen Mannschaft, Damen
Athen 2004: Gold, Degen Mannschaft, Damen
Rio de Janeiro 2016: Bronze, Degen Mannschaft, Frauen
- Marina Logwinenko, Schießen (2-1-1)
Barcelona 1992: Gold, Kombinationspistole, Damen
Barcelona 1992: Gold, Luftpistole, Damen
Atlanta 1996: Bronze, Sportpistole, Damen
Atlanta 1996: Silber, Luftpistole, Damen
- Stanislaw Lopuchow, Schwimmen (0-1-0)
Atlanta 1996: Silber, 4 × 100 m Lagen, Herren
- Khatuna Lorig, Bogenschießen (0-0-1)
Barcelona 1992: Bronze, Mannschaft, Damen
- Kanstanzin Lukaschyk, Schießen (1-0-0)
Barcelona 1992: Gold, Freie Pistole, Herren
- Igor Lukaschin, Wasserspringen (1-0-0)
Sydney 2000: Gold, Synchronspringen 10 m, Herren
- Jewgeni Lukjanenko, Leichtathletik (0-1-0)
Peking 2008: Silber, Stabhochsprung, Herren
- Alexander Lukjanow, Rudern (0-0-1)
Atlanta 1996: Bronze, Achter, Herren
- Wjatscheslaw Lycho, Leichtathletik (0-0-1)
Barcelona 1992: Bronze, Kugelstoßen, Herren
- Dmitri Lykin, Schießen (0-0-1)
Athen 2004: Bronze, Laufende Scheibe 10 m, Herren
- Tetjana Lyssenko, Turnen (2-0-1)
Barcelona 1992: Gold, Mannschaftsmehrkampf, Damen
Barcelona 1992: Bronze, Pferdsprung, Damen
Barcelona 1992: Gold, Schwebebalken, Damen

### M
- Biljal Machow, Ringen (1-0-0)
London 2012: Gold, Freistil Klasse bis 120 kg, Herren
- Senfira Magomedalijewa, Boxen (0-0-1)
Tokio 2020: Bronze, Mittelgewicht, Damen
- Chadschimurad Magomedow, Ringen (1-0-0)
Atlanta 1996: Gold, Freistil Mittelgewicht, Herren
- Wiktor Maigurow, Biathlon (0-0-2)
Nagano 1998: Bronze, 4 × 7,5 km, Herren
Salt Lake City 2002: Bronze, 20 km, Herren
- Sergei Makarow, Leichtathletik (0-0-2)
Sydney 2000: Bronze, Speerwurf, Herren
Athen 2004: Bronze, Speerwurf, Herren
- Witali Makarow, Judo (0-1-0)
Athen 2004: Silber, Leichtgewicht, Herren
- Jekaterina Makarowa, Tennis (1-0-0)
Rio de Janeiro 2016: Gold, Doppel, Damen
- Raimkul Malachbekow, Boxen (0-1-1)
Atlanta 1996: Bronze, Bantamgewicht, Herren
Sydney 2000: Silber, Bantamgewicht, Herren
- Alexander Maletin, Boxen (0-1-0)
Sydney 2000: Silber, Leichtgewicht, Herren
- Martin Maljutin, Schwimmen (0-1-0)
Tokio 2020: Silber, 4 × 200 m Freistil, Herren
- Galina Maltschugina, Leichtathletik (0-1-0)
Barcelona 1992: Silber, 4 × 100 m, Damen
- Dmitri Malyschko, Biathlon (1-0-0)
Sotschi 2014: Gold, Staffel, Herren
- Geidar Mamedalijew, Ringen (1-0-0)
Athen 2004: Gold, gr.-röm. Bantamgewicht, Herren
- İlqar Məmmədov, Fechten (1-0-0)
Atlanta 1996: Gold, Florett Mannschaft, Herren
- Margarita Mamun, Rhythmische Sportgymnastik (1-0-0)
Rio de Janeiro 2016: Gold, Einzel, Damen
- Güsel Manjurowa, Ringen (1-0-0)
Athen 2004: Gold, Freistil Schwergewicht, Damen
- Nasir Mankijew, Ringen (1-0-0)
Peking 2008: Gold, gr.-röm. Bantamgewicht, Herren
- Jekaterina Marennikowa, Handball (1-0-0)
Rio de Janeiro 2016: Gold, Damen
- Maxim Marinin, Eiskunstlauf (1-0-0)
Turin 2006: Gold, Paare
- Alexei Markow, Radsport (0-1-2)
Atlanta 1996: Silber, Mannschaftsverfolgung, Herren
Sydney 2000: Bronze, Punktefahren, Herren
Peking 2008: Bronze, Madison, Herren
- Ilja Markow, Leichtathletik (0-1-0)
Atlanta 1996: Silber, 20 km Gehen, Herren
- Marta Martjanowa, Fechten (1-0-0)
Tokio 2020: Gold, Florett Mannschaft, Damen
- Sergei Martynow, Ringen (0-1-0)
Barcelona 1992: Silber, gr.-röm. Federgewicht, Herren
- Marija Masina, Fechten (1-0-1)
Atlanta 1996: Bronze, Degen Mannschaft, Damen
Sydney 2000: Gold, Degen Mannschaft, Damen
- Wladimir Maslennikow, Schießen (0-0-1)
Rio de Janeiro 2016: Bronze, Luftgewehr, Männer
- Aljaksandr Massjajkou, Kanu (1-0-0)
Barcelona 1992: Gold, Zweier-Canadier 500 m, Herren
- Swetlana Masterkowa, Leichtathletik (2-0-0)
Atlanta 1996: Gold, 800 m, Damen
Atlanta 1996: Gold, 1500 m, Damen
- Serhij Matwjejew, Rudern (0-0-1)
Atlanta 1996: Bronze, Achter, Herren
- Anastassija Maximowa, Rhythmische Sportgymnastik (1-0-0)
Rio de Janeiro 2016: Gold, Mannschaft, Damen
- Jegor Mechonzew, Boxen (1-0-0)
London 2012: Gold, Halbschwergewicht, Herren
- Jewgenija Medwedewa-Arbusowa, Ski Nordisch (1-0-1)
Turin 2006: Bronze, 15 km Verfolgung, Damen
Turin 2006: Gold, 4 × 7,5 km, Damen
- Jewgenia Medwedewa, Eiskunstlauf (0-2-0)
Pyeongchang 2018: Silber, Damen
Pyeongchang 2018: Silber, Teamwettbewerb
- Waleri Medwedzew, Biathlon (0-1-0)
Albertville 1992: Silber, 4 × 7,5 km, Herren
- Olga Medwedzewa, Biathlon (1-0-0)
Vancouver 2010: Gold, 4 × 7,5 km, Damen
- Irina Meleschina, Leichtathletik (0-1-0)
Athen 2004: Silber, Weitsprung, Damen
- Olga Melnik, Biathlon (0-1-0)
Nagano 1998: Silber, 4 × 7,5 km, Damen
- Pawel Melnikow, Rudern (0-0-1)
Atlanta 1996: Bronze, Achter, Herren
- Angelina Melnikowa, Turnen (1-1-2)
Rio de Janeiro 2016: Silber, Mehrkampf Mannschaft, Damen
Tokio 2020: Gold, Mehrkampf Mannschaft, Damen
Tokio 2020: Bronze, Boden, Damen
Tokio 2020: Bronze, Mehrkampf Einzel, Damen
- Jelena Melnikowa-Tschepikowa, Biathlon (0-0-1)
Albertville 1992: Bronze, 3 × 7,5 km, Damen
- Mykola Melnyzkyj, Schießen (0-1-0)
Stockholm 1912: Silber, Militärrevolver 30 m Mannschaft, Herren
- Larissa Merk, Rudern (0-0-1)
Sydney 2000: Bronze, Doppelvierer, Damen
- Leila Mes’chi, Tennis (0-0-1)
Barcelona 1992: Bronze, Doppel, Damen
- Natalja Meschtscherjakowa, Schwimmen (0-0-1)
Barcelona 1992: Bronze, 4 × 100 m Lagen, Damen
- Alexander Michailin, Judo (0-1-0)
London 2012: Silber, Schwergewicht, Herren
- Israjel Militosjan, Gewichtheben (1-0-0)
Barcelona 1992: Gold, Leichtgewicht, Herren
- Wiktor Minibajew, Wasserspringen (0-0-1)
Tokio 2020: Bronze, 10 m Synchronspringen, Herren
- Tatjana Minina, Taekwondo (0-1-0)
Tokio 2020: Silber, Klasse bis 57 kg, Damen
- Jelena Miroschina, Wasserspringen (0-1-0)
Barcelona 1992: Silber, Turmspringen, Damen
- Alexei Mischin, Ringen (1-0-0)
Athen 2004: Gold, gr.-röm. Mittelgewicht, Herren
- Natalja Mischkutjonok, Eiskunstlauf (1-1-0)
Albertville 1992: Gold, Paare
Lillehammer 1994: Silber, Paare
- Hryhorij Missjutin, Turnen (1-4-0)
Barcelona 1992: Silber, Einzelmehrkampf, Herren
Barcelona 1992: Gold, Mannschaftsmehrkampf, Herren
Barcelona 1992: Silber, Boden, Herren
Barcelona 1992: Silber, Pferdsprung, Herren
Barcelona 1992: Silber, Reck, Herren
- Andrei Moissejew, Moderner Fünfkampf (2-0-0)
Athen 2004: Gold, Herren
Peking 2008: Gold, Herren
- Juri Moltschan, Fechten (0-0-1)
Athen 2004: Bronze, Florett Mannschaft, Herren
- Roman Montschenko, Rudern (0-0-1)
Atlanta 1996: Bronze, Achter, Herren
- Nikolai Morilow, Ski Nordisch (0-0-1)
Vancouver 2010: Bronze, Teamsprint, Herren
- Wladimir Morosow, Schwimmen (0-0-1)
London 2012: Bronze, 4 × 100 m Freistil, Herren
- Wladimir Morosow, Eiskunstlauf (0-1-0)
Pyeongchang 2018: Silber, Teamwettbewerb
- Wassili Mossin, Schießen (0-0-1)
London 2012: Bronze, Doppeltrap, Herren
- Alexander Moskalenko, Trampolinturnen (1-1-0)
Sydney 2000: Gold, Herren
Athen 2004: Silber, Herren
- Juri Muchin, Schwimmen (1-0-0)
Barcelona 1992: Gold, 4 × 200 m Freistil, Herren
- Beslan Mudranow, Judo (1-0-0)
Rio de Janeiro 2016: Gold, Superleichtgewicht, Männer
- Schirwani Muradow, Ringen (1-0-0)
Peking 2008: Gold, Freistil Schwergewicht, Herren
- Machatsch Murtasalijew, Ringen (0-0-1)
Athen 2004: Bronze, Freistil Leichtgewicht, Herren
- Sagid Murtasalijew, Ringen (1-0-0)
Sydney 2000: Gold, Freistil Schwergewicht, Herren
- Pawel Muslimow, Biathlon (0-0-1)
Nagano 1998: Bronze, 4 × 7,5 km, Herren
- Alija Mustafina, Turnen (2-3-4)
London 2012: Bronze, Mehrkampf Einzel, Damen
London 2012: Silber, Mehrkampf Mannschaft, Damen
London 2012: Bronze, Boden, Damen
London 2012: Gold, Stufenbarren, Damen
Rio 2016: Silber, Mehrkampf Mannschaft, Damen
Rio 2016: Bronze, Mehrkampf Einzel, Damen
Rio de Janeiro 2016: Silber, Mehrkampf Mannschaft, Damen
Rio de Janeiro 2016: Gold, Stufenbarren, Damen
- David Musuľbes, Ringen (1-0-0)
Sydney 2000: Gold, Freistil Superschwergewicht, Herren
- Wladislaw Mylnikow, Fechten (0-1-0)
Tokio 2020: Silber, Florett Mannschaft, Herren

### N
- Nikita Nagorny, Turnen (1-1-2)
Rio de Janeiro 2016: Silber, Mehrkampf Mannschaft, Männer
Tokio 2020: Gold, Mehrkampf Mannschaft, Herren
Tokio 2020: Bronze, Reck, Herren
Tokio 2020: Bronze, Mehrkampf Einzel, Herren
- Artur Naifonow, Ringen (0-0-1)
Tokio 2020: Bronze, Freistil Klasse bis 86 kg, Herren
- Natalja Nasarowa, Leichtathletik (0-1-0)
Athen 2004: Silber, 4 × 400 m, Damen
- Olga Nasarowa, Leichtathletik (1-0-0)
Barcelona 1992: Gold, 4 × 400 m, Damen
- Tatjana Nawka, Eiskunstlauf (1-0-0)
Turin 2006: Gold, Eistanz
- Alexei Nemow, Turnen (4-2-6)
Atlanta 1996: Silber, Einzelmehrkampf, Herren
Atlanta 1996: Gold, Mannschaftsmehrkampf, Herren
Atlanta 1996: Gold, Pferdsprung, Herren
Atlanta 1996: Bronze, Boden, Herren
Atlanta 1996: Bronze, Reck, Herren
Atlanta 1996: Bronze, Seitpferd, Herren
Sydney 2000: Gold, Einzelmehrkampf, Herren
Sydney 2000: Bronze, Mannschaftsmehrkampf, Herren
Sydney 2000: Bronze, Barren, Herren
Sydney 2000: Silber, Boden, Herren
Sydney 2000: Gold, Reck, Herren
Sydney 2000: Bronze, Seitpferd, Herren
- Natalja Neprjajewa, Ski Nordisch (0-0-1)
Pyeongchang 2018: Bronze, Staffel, Damen
- Michail Nestrujew, Schießen (1-1-0)
Athen 2004: Gold, Freie Pistole 50 m, Herren
Athen 2004: Silber, Luftpistole 10 m, Herren
- Anna Netschajewskaja, Ski Nordisch (0-0-1)
Pyeongchang 2018: Bronze, Staffel, Damen
- Iwan Nifontow, Judo (0-0-1)
London 2012: Bronze, Halbmittelgewicht, Herren
- Wiktorija Nikischina, Fechten (1-0-0)
Peking 2008: Gold, Florett Mannschaft, Damen
- Wladimir Nikitin, Boxen (0-0-1)
Rio de Janeiro 2016: Bronze, Bantamgewicht, Männer
- Jelena Nikitina, Skeleton (0-0-1)
Sotschi 2014: Bronze, Damen
- Olga Nikitina, Fechten (1-0-0)
Tokio 2020: Gold, Säbel Mannschaft, Damen
- Jelena Nikolajewa, Leichtathletik (1-1-0)
Barcelona 1992: Silber, Marathon, Damen
Atlanta 1996: Gold, 10 km Gehen, Damen
- Luisa Noskowa, Biathlon (1-0-0)
Lillehammer 1994: Gold, 4 × 7,5 km, Damen
- Igor Nikulin, Leichtathletik (0-0-1)
Barcelona 1992: Bronze, Hammerwurf, Herren
- Denis Nischegorodow, Leichtathletik (0-1-1)
Athen 2004: Silber, 50 km Gehen, Herren
Peking 2008: Bronze, 50 km Gehen, Herren
- Dmitri Nossow, Judo (0-0-1)
Athen 2004: Bronze, Halbmittelgewicht, Herren
- Marija Nowolodskaja, Radsport (0-0-1)
Tokio 2020: Bronze, Madison, Damen
- Lilija Nurutdinowa, Leichtathletik (0-1-0)
Barcelona 1992: Silber, 800 m, Damen

### O
- Nikolai Oljunin, Snowboard (0-1-0)
Sotschi 2014: Silber, Snowboardcross, Herren
- Maxim Opalew, Kanu (1-1-1)
Sydney 2000: Silber, Einer-Canadier 500 m, Herren
Athen 2004: Bronze, Einer-Canadier 500 m, Herren
Peking 2008: Gold, Einer-Canadier 500 m, Herren
- Jelena Orjabinskaja, Rudern (0-1-0)
Tokio 2020: Silber, Zweier ohne Steuerfrau, Damen
- Nikolai Orlow, Ringen (0-1-0)
London 1908: Silber, Leichtgewicht, Herren
- Wugar Orudschow, Ringen (0-0-1)
Barcelona 1992: Bronze, Freistil Halbfliegengewicht, Herren
- Jelena Ossipowa, Bogenschießen (0-2-0)
Tokio 2020: Silber, Einzel, Damen
Tokio 2020: Silber, Mannschaft, Damen
- Dschamal Otarsultanow, Ringen (1-0-0)
London 2012: Gold, Freistil Klasse bis 55 kg, Herren
- Sofja Otschigawa, Boxen (0-1-0)
London 2012: Silber, Leichtgewicht, Damen
- Oleg Owsjannikow, Eiskunstlauf (0-1-0)
Nagano 1998: Silber, Eistanz

### P
- Julija Pachalina, Wasserspringen (1-3-1)
Sydney 2000: Gold, Synchronspringen 3 m, Damen
Athen 2004: Bronze, Kunstspringen, Damen
Athen 2004: Silber, Synchronspringen 3 m, Damen
Peking 2008: Silber, Kunstspringen 3 m, Damen
Peking 2008: Silber, Synchronspringen 3 m, Damen
- Natalja Paderina, Schießen (0-1-0)
Peking 2008: Silber, LuftPistole 10 m, Herren
- Albert Pakejew, Boxen (0-0-1)
Atlanta 1996: Bronze, Fliegengewicht, Herren
- Ramaz Paliani, Boxen (0-0-1)
Barcelona 1992: Bronze, Federgewicht, Herren
- Denis Pankratow, Schwimmen (2-1-0)
Atlanta 1996: Gold, 100 m Schmetterling, Herren
Atlanta 1996: Gold, 200 m Schmetterling, Herren
Atlanta 1996: Silber, 4 × 100 m Lagen, Herren
- Alexander Panschinski, Ski Nordisch (0-1-0)
Vancouver 2010: Silber, 1,5 km Sprint, Herren
- Heorhij Pantelejmonow, Schießen (0-1-0)
Stockholm 1912: Silber, Militärrevolver 30 m Mannschaft, Herren
- Aljaksandr Papou, Biathlon (0-1-0)
Albertville 1992: Silber, 4 × 7,5 km, Herren
- Marija Passeka, Turnen (0-3-1)
London 2012: Silber, Mehrkampf Mannschaft, Damen
London 2012: Bronze, Sprung, Damen
Rio 2016: Silber, Mehrkampf Mannschaft, Damen
Rio 2016: Silber, Pferdsprung, Damen
- Anastassija Pawljutschenkowa, Tennis (1-0-0)
Tokio 2020: Gold, Doppel, Mixed
- Anna Pawlowa, Turnen (0-0-2)
Athen 2004: Bronze, Mannschaftsmehrkampf, Damen
Athen 2004: Bronze, Sprung, Damen
- Wladislaw Pawlowitsch, Fechten (1-0-0)
Atlanta 1996: Gold, Florett Mannschaft, Herren
- Alexandra Pazkewitsch, Synchronschwimmen (1-0-0)
Rio de Janeiro 2016: Gold, Mannschaft
- Larissa Peleschenko, Leichtathletik (0-1-0)
Sydney 2000: Silber, Kugelstoßen, Damen
- Andrei Perlow, Leichtathletik (1-0-0)
Barcelona 1992: Gold, 50 km Gehen, Herren
- Xenija Perowa, Bogenschießen (0-2-0)
Rio de Janeiro 2016: Silber, Mannschaft, Frauen
Tokio 2020: Silber, Mannschaft, Damen
- Ilja Perwuchin, Kanu (0-0-1)
London 2012: Bronze, Zweier-Canadier 1000 m, Herren
- Hratschja Petikjan, Schießen (1-0-0)
Barcelona 1992: Gold, Kleinkaliber Dreistellungskampf, Herren
- Wiktor Petrenko, Eiskunstlauf (1-0-0)
Albertville 1992: Gold, Herren
- Alexander Petrow, Ringen (0-1-0)
London 1908: Silber, Schwergewicht, Herren
- Alexei Petrow, Gewichtheben (1-0-1)
Atlanta 1996: Gold, Mittelschwergewicht, Herren
Sydney 2000: Bronze, Mittelschwergewicht, Herren
- Denis Petrow, Eiskunstlauf (0-1-0)
Albertville 1992: Silber, Paare
- Maja Petrowa, Handball (1-0-0)
Rio de Janeiro 2016: Gold, Damen
- Nadeschda Petrowa, Tennis (0-0-1)
London 2012: Bronze, Doppel, Damen
- Jelena Wladimirowna Petrowa, Judo (0-0-1)
Barcelona 1992: Bronze, Halbmittelgewicht, Damen
- Tatjana Petrowa, Leichtathletik (0-0-2)
Peking 2008: Bronze, Marathon, Damen
London 2012: Bronze, Marathon, Damen
- Swetlana Petschorskaja, Biathlon (0-1-0)
Albertville 1992: Silber, 15 km, Damen
- Alexei Petuchow, Ski Nordisch (0-0-1)
Vancouver 2010: Bronze, Teamsprint, Herren
- Kirill Pisklow, Basketball (0-1-0)
Tokio 2020: Silber, 3×3-Basketball, Herren
- Gleb Pissarewski, Gewichtheben (0-0-1)
Athen 2004: Bronze, Schwergewicht, Herren
- Jewgeni Platow, Eiskunstlauf (2-0-0)
Lillehammer 1994: Gold, Eistanz
Nagano 1998: Gold, Eistanz
- Jewgeni Pljuschtschenko, Eiskunstlauf (2-2-0)
Salt Lake City 2002: Silber, Herren
Turin 2006: Gold, Herren
Vancouver 2010: Silber, Herren
Sotschi 2014: Gold, Team
- Jewgeni Podgorny, Turnen (1-0-1)
Atlanta 1996: Gold, Mannschaftsmehrkampf, Herren
Sydney 2000: Bronze, Mannschaftsmehrkampf, Herren
- Heorhij Pohossow, Fechten (1-0-0)
Barcelona 1992: Gold, Säbel Mannschaft, Herren
- Jekaterina Poistogowa, Leichtathletik (0-1-0)
London 2012: Silber, 800 m, Damen
- Michail Polischtschuk, Schwimmen (0-1-0)
Peking 2008: Silber, 4 × 200 m Freistil, Herren
- Sergei Poljakow, Schießen (0-1-0)
Athen 2004: Silber, Schnellfeuerpistole 25 m, Herren
- Sergei Ponomarenko, Eiskunstlauf (1-0-0)
Albertville 1992: Gold, Eistanz
- Alexander Popow, Schwimmen (4-5-0)
Barcelona 1992: Gold, 50 m Freistil, Herren
Barcelona 1992: Gold, 100 m Freistil, Herren
Barcelona 1992: Silber, 4 × 100 m Freistil, Herren
Barcelona 1992: Silber, 4 × 100 m Lagen, Herren
Atlanta 1996: Gold, 50 m Freistil, Herren
Atlanta 1996: Gold, 100 m Freistil, Herren
Atlanta 1996: Silber, 4 × 100 m Freistil, Herren
Atlanta 1996: Silber, 4 × 100 m Lagen, Herren
Sydney 2000: Silber, 100 m Freistil, Herren
- Walentina Popowa, Gewichtheben (0-1-1)
Sydney 2000: Silber, Klasse bis 63 kg, Damen
Athen 2004: Bronze, Klasse bis 75 kg, Damen
- Stanislaw Posdnjakow, Fechten (4-0-1)
Barcelona 1992: Gold, Säbel Mannschaft, Herren
Atlanta 1996: Gold, Säbel Mannschaft, Herren
Atlanta 1996: Gold, Säbel Einzel, Herren
Sydney 2000: Gold, Säbel Mannschaft, Herren
Athen 2004: Bronze, Säbel Mannschaft, Herren
- Wjatscheslaw Posdnjakow, Fechten (0-0-1)
Athen 2004: Bronze, Florett Mannschaft, Herren
- Anastassija Posdnjakowa, Wasserspringen (0-1-0)
Peking 2008: Silber, Synchronspringen 3 m, Damen
- Sofija Posdnjakowa, Fechten (2-0-0)
Tokio 2020: Gold, Säbel Einzel, Damen
Tokio 2020: Gold, Säbel Mannschaft, Damen
- Juri Postrigai, Kanu (1-0-0)
London 2012: Gold, Zweier-Kajak 200 m, Herren
- Alexander Powetkin, Boxen (1-0-0)
Athen 2004: Gold, Superschwergewicht, Herren
- Anna Prakaten, Rudern (0-1-0)
Tokio 2020: Silber, Einer, Damen
- Wladimir Predkin, Schwimmen (0-1-0)
Atlanta 1996: Silber, 4 × 100 m Freistil, Herren
- Gennadi Prigoda, Schwimmen (0-1-0)
Barcelona 1992: Silber, 4 × 100 m Freistil, Herren
- Irina Priwalowa, Leichtathletik (1-1-2)
Barcelona 1992: Bronze, 100 m, Damen
Barcelona 1992: Silber, 4 × 100 m, Damen
Sydney 2000: Gold, 400 m Hürden, Damen
Sydney 2000: Bronze, 4 × 400 m, Damen
- Jelena Prochorowa, Leichtathletik (0-1-0)
Sydney 2000: Silber, Siebenkampf, Damen
- Jelena Produnowa, Turnen (0-1-1)
Sydney 2000: Silber, Mannschaftsmehrkampf, Damen
Sydney 2000: Bronze, Schwebebalken, Damen
- Jekaterina Prokofjewa, Wasserball (0-0-1)
Rio de Janeiro 2016: Bronze, Damen
- Jelena Prokofjewa, Synchronschwimmen (1-0-0)
Rio de Janeiro 2016: Gold, Mannschaft
- Nikolai Puschnizki, Segeln (0-0-1)
Stockholm 1912: Bronze, 10 m Klasse, Herren
- Sergei Pyschnjanow, Schießen (0-1-0)
Barcelona 1992: Silber, Luftpistole, Herren
- Wladimir Pyschnenko, Schwimmen (1-3-0)
Barcelona 1992: Silber, 4 × 100 m Freistil, Herren
Barcelona 1992: Gold, 4 × 200 m Freistil, Herren
Barcelona 1992: Silber, 4 × 100 m Lagen, Herren
Atlanta 1996: Silber, 4 × 100 m Freistil, Herren

### R
- Soslan Ramonow, Ringen (1-0-0)
Rio de Janeiro 2016: Gold, Klasse bis 65 kg, Männer
- Gadschimurad Raschidow, Ringen (0-0-1)
Tokio 2020: Bronze, Freistil Klasse bis 65 kg, Herren
- Jauhen Redskin, Biathlon (1-0-0)
Albertville 1992: Gold, 20 km, Herren
- Anfissa Reszowa, Biathlon (2-0-1)
Albertville 1992: Gold, 7,5 km, Damen
Albertville 1992: Bronze, 3 × 7,5 km, Damen
Lillehammer 1994: Gold, 4 × 7,5 km, Damen
- Sergei Ridsik, Freestyle-Skiing (0-0-1)
Pyeongchang 2018: Bronze, Skicross, Herren
- Alexander Rodionow, Segeln (0-0-1)
Stockholm 1912: Bronze, 10 m Klasse, Herren
- Ljudmila Rogatschowa, Leichtathletik (0-1-0)
Barcelona 1992: Silber, 1500 m, Damen
- Jelena Romanowa, Leichtathletik (1-0-0)
Barcelona 1992: Gold, 3000 m, Damen
- Swetlana Romaschina, Synchronschwimmen (5-0-0)
London 2012: Gold, Duett
London 2012: Gold, Mannschaft
Rio de Janeiro 2016: Gold, Duett
Rio de Janeiro 2016: Gold, Mannschaft
Tokio 2020: Gold, Duett, Damen
- Olga Romasko, Biathlon (0-1-0)
Nagano 1998: Silber, 4 × 7,5 km, Damen
- Dmitri Rosinkewitsch, Rudern (0-0-1)
Atlanta 1996: Bronze, Achter, Herren
- Pawel Rostowzew, Biathlon (0-1-0)
Turin 2006: Silber, 4 × 7,5 km, Herren
- Wassili Rotschew, Ski Nordisch (0-0-1)
Turin 2006: Bronze, Team-Sprint, Herren
- Andrei Rubljow, Tennis (1-0-0)
Tokio 2020: Gold, Doppel, Mixed
- Jelena Rudkowskaja, Schwimmen (1-0-1)
Barcelona 1992: Gold, 100 m Brust, Damen
Barcelona 1992: Bronze, 4 × 100 m Lagen, Damen
- Jelena Rusina, Leichtathletik (1-0-0)
Barcelona 1992: Gold, 4 × 400 m, Damen
- Jaroslaw Rybakow, Leichtathletik (0-0-1)
Peking 2008: Bronze, Hochsprung, Herren
- Jewgeni Rylow, Schwimmen (2-1-1)
Rio de Janeiro 2016: Bronze, 200 m Rücken, Männer
Tokio 2020: Gold, 100 m Rücken, Herren
Tokio 2020: Gold, 200 m Rücken, Herren
Tokio 2020: Silber, 4 × 200 m Freistil, Herren

### S
- Olga Sabelinskaja, Radsport (0-1-2)
London 2012: Bronze, Straße, Damen
London 2012: Bronze, Einzelzeitfahren, Damen
Rio de Janeiro 2016: Silber, Einzelzeitfahren, Damen
- Natalja Sabijako, Eiskunstlauf (0-1-0)
Pyeongchang 2018: Silber, Teamwettbewerb
- Sülfija Sabirowa, Radsport (1-0-0)
Atlanta 1996: Gold, Einzelzeitfahren, Damen
- Natalja Sabolotnaja, Gewichtheben (0-1-0)
Athen 2004: Silber, Klasse bis 75 kg, Damen
- Waleri Sacharewitsch, Fechten (0-1-1)
Barcelona 1992: Bronze, Degen Mannschaft, Herren
Atlanta 1996: Silber, Degen Mannschaft, Herren
- Ilja Sacharow, Wasserspringen (1-1-0)
London 2012: Gold, Kunstspringen 3 m, Herren
London 2012: Silber, Synchronspringen 3 m, Herren
- Ruslan Sacharow, Shorttrack (1-0-0)
Sotschi 2014: Gold, Staffel, Herren
- Natalja Sadowa, Leichtathletik (1-1-0)
Atlanta 1996: Silber, Diskuswurf, Damen
Athen 2004: Gold, Diskuswurf, Damen
- Tatjana Sadowskaja, Fechten (0-0-1)
Barcelona 1992: Einzel, Florett Einzel, Damen
- Jewgeni Sadowy, Schwimmen (3-0-0)
Barcelona 1992: Gold, 200 m Freistil, Herren
Barcelona 1992: Gold, 400 m Freistil, Herren
Barcelona 1992: Gold, 4 × 200 m Freistil, Herren
- Abdulraschid Sadulajew, Ringen (2-0-0)
Rio de Janeiro 2016: Gold, Freistil Klasse bis 86 kg, Männer
Tokio 2020: Gold, Freistil Klasse bis 97 kg, Herren
- Timur Safin, Fechten (1-1-1)
Rio de Janeiro 2016: Bronze, Florett Einzel, Männer
Rio de Janeiro 2016: Gold, Florett Mannschaft, Männer
Tokio 2020: Silber, Florett Mannschaft, Herren
- Dinara Safina, Tennis (0-1-0)
Peking 2008: Silber, Einzel, Damen
- Adelina Sagidullina, Fechten (1-0-0)
Tokio 2020: Gold, Florett Mannschaft, Damen
- Alina Sagitowa, Eiskunstlauf (1-1-0)
Pyeongchang 2018: Silber, Teamwettbewerb
Pyeongchang 2018: Gold, Damen
- Buwaissar Saitijew, Ringen (4-0-0)
Atlanta 1996: Gold, Freistil Weltergewicht, Herren
Sydney 2000: Gold, Freistil Mittelgewicht, Herren
Athen 2004: Gold, Freistil Weltergewicht, Herren
Peking 2008: Gold, Freistil Weltergewicht, Herren
- Oleg Saitow, Boxen (2-0-1)
Atlanta 1996: Gold, Weltergewicht, Herren
Sydney 2000: Gold, Weltergewicht, Herren
Athen 2004: Bronze, Weltergewicht, Herren
- Olga Saizewa, Biathlon (2-1-0)
Turin 2006: Gold, 4 × 7,5 km, Damen
Vancouver 2010: Gold, 4 × 7,5 km, Damen
Vancouver 2010: Silber, 12,5 km Massenstart, Damen
- Andrei Samkowoi, Boxen (0-0-2)
London 2012: Bronze, Weltergewicht, Herren
Tokio 2020: Bronze, Weltergewicht, Herren
- Tetjana Samolenko-Dorowskych, Leichtathletik (0-1-0)
Barcelona 1992: Silber, 3000 m, Damen
- Jelena Samolodtschikowa, Turnen (2-1-1)
Sydney 2000: Silber, Mannschaftsmehrkampf, Damen
Sydney 2000: Gold, Boden, Damen
Sydney 2000: Gold, Pferdsprung, Damen
Athen 2004: Bronze, Mannschaftsmehrkampf, Damen
- Warteres Samurgaschew, Ringen (1-0-1)
Sydney 2000: Gold, gr.-röm. Federgewicht, Herren
Athen 2004: Bronze, gr.-röm. Weltergewicht, Herren
- Saschid Saschidow, Ringen (0-0-1)
Athen 2004: Bronze, Freistil Mittelgewicht, Herren
- Rostyslaw Saulytschnyj, Boxen (0-1-0)
Barcelona 1992: Silber, Halbschwergewicht, Herren
- Dmitri Sautin, Wasserspringen (2-0-4)
Barcelona 1992: Bronze, Kunstspringen, Herren
Atlanta 1996: Gold, Turmspringen, Herren
Sydney 2000: Bronze, Turmspringen, Herren
Sydney 2000: Bronze, Kunstspringen, Herren
Sydney 2000: Silber, Synchronspringen 3 m, Herren
Sydney 2000: Gold, Synchronspringen 10 m, Herren
Athen 2004: Bronze, Kunstspringen, Herren
Peking 2008: Silber, Synchronspringen 3 m, Herren
- Aljona Sawarsina, Snowboard (0-0-1)
Sotschi 2014: Bronze, Parallel-Riesenslalom, Damen
- Maxim Schabalin, Eiskunstlauf (0-0-1)
Vancouver 2010: Bronze, Eistanz
- Dmitri Schabanow, Segeln (0-1-0)
Atlanta 1996: Silber, Soling
- Elmadi Schabrailow, Ringen (0-1-0)
Barcelona 1992: Silber, Freistil Mittelgewicht, Herren
- Georgi Schaiduko, Segeln (0-1-0)
Atlanta 1996: Silber, Soling
- Aida Schanajewa, Fechten (1-1-0)
Peking 2008: Gold, Florett Mannschaft, Damen
London 2012: Silber, Florett Mannschaft, Damen
- Anton Schnatyr, Radsport (0-1-0)
Atlanta 1996: Silber, Mannschaftsverfolgung, Herren
- Marija Scharapowa, Tennis (0-1-0)
London 2012: Silber, Einzel, Damen
- Sergei Scharikow, Fechten (2-1-1)
Atlanta 1996: Silber, Säbel Einzel, Herren
Atlanta 1996: Gold, Säbel Mannschaft, Herren
Sydney 2000: Gold, Säbel Mannschaft, Herren
Athen 2004: Bronze, Säbel Mannschaft, Herren
- Rustam Scharipow, Turnen (1-0-0)
Barcelona 1992: Gold, Mannschaftsmehrkampf, Herren
- Stanislaw Scharow, Basketball (0-1-0)
Tokio 2020: Silber, 3×3-Basketball, Herren
- Dmitri Schewtschenko, Fechten (1-0-1)
Atlanta 1996: Gold, Florett Mannschaft, Herren
Sydney 2000: Bronze, Florett Einzel, Herren
- Wiktorija Schilinskaite, Handball (1-0-0)
Rio de Janeiro 2016: Gold, Damen
- Anton Schipulin, Biathlon (1-0-1)
Vancouver 2010: Bronze, 4 × 7,5 km, Herren
Sotschi 2014: Gold, Staffel, Herren
- Alexander Schirschow, Fechten (1-0-0)
Barcelona 1992: Gold, Säbel Mannschaft, Herren
- Alla Schischkina, Synchronschwimmen (1-0-0)
Rio de Janeiro 2016: Gold, Mannschaft
- Swetlana Schkolina, Leichtathletik (0-0-1)
London 2012: Bronze, Hochsprung, Damen
- Darja Schmeljowa, Radsport (0-1-1)
Rio de Janeiro 2016: Silber, Teamsprint, Damen
Tokio 2020: Bronze, Teamsprint, Damen
- Walerija Scholobowa, Ringen (0-1-0)
Rio de Janeiro 2016: Silber, Klasse bis 58 kg, Damen
- Iossif Schomaker, Segeln (0-0-1)
Stockholm 1912: Bronze, 10 m Klasse, Herren
- Ilja Schtokalow, Kanu (0-0-1)
Rio de Janeiro 2016: Bronze, Einer-Canadier 1000 m, Herren
- Philipp Strauch, Segeln (0-0-1)
Stockholm 1912: Bronze, 10 m Klasse, Herren
- Michail Schtschennikow, Leichtathletik (0-1-0)
Atlanta 1996: Silber, 50 km Gehen, Herren
- Wital Schtscherba, Turnen (6-0-0)
Barcelona 1992: Gold, Einzelmehrkampf, Herren
Barcelona 1992: Gold, Mannschaftsmehrkampf, Herren
Barcelona 1992: Gold, Barren, Herren
Barcelona 1992: Gold, Pferdsprung, Herren
Barcelona 1992: Gold, Ringe, Herren
Barcelona 1992: Gold, Seitpferd, Herren
- Iwan Schtyl, Kanu (0-1-0)
London 2012: Silber, Einer-Canadier 200 m, Herren
- Alexander Schulin, Eiskunstlauf (1-1-0)
Albertville 1992: Gold, Eistanz
Lillehammer 1994: Silber, Eistanz
- Sergei Schuplezow, Freestyle-Skiing (0-1-0)
Lillehammer 1994: Silber, Buckelpiste, Herren
- Marija Schurotschkina, Synchronschwimmen (1-0-0)
Rio de Janeiro 2016: Gold, Mannschaft
- Swetlana Schurowa, Eisschnelllauf (1-0-0)
Turin 2006: Gold, 500 m, Damen
- Ljubow Schutowa, Fechten (0-0-1)
Rio de Janeiro 2016: Bronze, Degen Mannschaft, Frauen
- Andrei Schuwalow, Fechten (0-0-1)
Barcelona 1992: Silber, Degen Mannschaft, Herren
- Natallja Schykalenka, Leichtathletik (0-1-0)
Barcelona 1992: Gold, Speerwurf, Damen
- Anna Sedoikina, Handball (1-0-0)
Rio de Janeiro 2016: Gold, Damen
- Anastassija Sedowa, Ski Nordisch (0-0-1)
Pyeongchang 2018: Bronze, Staffel, Damen
- Antonina Machina-Dumtschewa-Selikowitsch, Rudern (0-0-1)
Barcelona 1992: Bronze, Doppelvierer, Damen
- Alexei Seliwerstow, Bobsport (0-1-0)
Turin 2006: Silber, Viererbob, Herren
- Wladimir Selkow, Schwimmen (0-3-0)
Barcelona 1992: Silber, 200 m Rücken, Herren
Barcelona 1992: Silber, 4 × 100 m Lagen, Herren
Atlanta 1996: Silber, 4 × 100 m Lagen, Herren
- Mingijan Semjonow, Ringen (0-0-1)
London 2012: Bronze, gr.-röm. Klasse bis 55 kg, Herren
- Sergei Semjonow, Ringen (0-0-2)
Rio de Janeiro 2016: Bronze, gr.-röm. Klasse bis 130 kg, Männer
Tokio 2020: Bronze, gr.-röm. Klasse bis 130 kg, Herren
- Anna Sen, Handball (1-0-0)
Rio de Janeiro 2016: Gold, Damen
- Eduard Senowka, Moderner Fünfkampf (0-3-0)
Barcelona 1992: Silber, Mannschaft
Barcelona 1992: Silber, Einzel
Atlanta 1996: Silber, Einzel
- Dimitri Sergejew, Judo (0-0-1)
Barcelona 1992: Bronze, Halbschwergewicht, Herren
- Anton Sicharulidse, Eiskunstlauf (1-1-0)
Nagano 1998: Silber, Paare
Salt Lake City 2002: Gold, Paare
- Saurbek Sidakow, Ringen (1-0-0)
Tokio 2020: Gold, Freistil Klasse bis 74 kg, Herren
- Aljona Sidko, Ski Nordisch (0-0-1)
Turin 2006: Bronze, Sprint, Damen
- Anschelika Sidorowa, Leichtathletik (0-1-0)
Tokio 2020: Silber, Stabhochsprung, Damen
- Natalja Siganschina, Turnen (0-0-1)
Athen 2004: Bronze, Mannschaftsmehrkampf, Damen
- Andrei Silnow, Leichtathletik (1-0-0)
Peking 2008: Gold, Hochsprung, Herren
- Anastassija Simanowitsch, Wasserball (0-0-1)
Rio de Janeiro 2016: Bronze, Damen
- Oksana Skaldina, Rhythmische Sportgymnastik (0-0-1)
Barcelona 1992: Silber, Einzel
- Igor Skalin, Segeln (0-1-0)
Atlanta 1996: Silber, Soling
- Iwan Skobrew, Eiskunstlauf (0-1-1)
Vancouver 2010: Bronze, 5000 m, Herren
Vancouver 2010: Silber, 10.000 m, Herren
- Julija Skokowa, Eisschnelllauf (0-0-1)
Sotschi 2014: Bronze, Teamverfolgung, Damen
- Swetlana Slepzowa, Biathlon (1-0-0)
Vancouver 2010: Gold, 4 × 7,5 km, Damen
- Jelena Slessarenko, Leichtathletik (1-0-0)
Athen 2004: Gold, Hochsprung, Damen
- Oksana Sliwenko, Gewichtheben (1-0-0)
Peking 2008: Gold, Klasse bis 69 kg, Damen
- Michał Śliwiński, Kanu (0-1-0)
Barcelona 1992: Silber, Einer-Canadier 500 m, Herren
- Olga Sljussarewa, Radsport (1-0-2)
Sydney 2000: Bronze, Punktefahren, Damen
Athen 2004: Gold, Punktefahren, Damen
Athen 2004: Bronze, Straße, Damen
- Roman Sludnow, Schwimmen (0-0-1)
Sydney 2000: Bronze, 100 m Brust, Herren
- Irina Sluzkaja, Eiskunstlauf (0-1-1)
Salt Lake City 2002: Silber, Damen
Turin 2006: Bronze, Damen
- Sjarhej Smal, Ringen (0-1-0)
Barcelona 1992: Silber, Freistil Bantamgewicht, Herren
- Raissa Smetanina, Ski Nordisch (1-0-0)
Albertville 1992: Gold, 4 × 5 km, Damen
- Alexander Smyschljajew, Freestyle-Skiing (0-0-1)
Sotschi 2014: Bronze, Buckelpiste, Herren
- Natalja Snytina, Biathlon (1-0-0)
Lillehammer 1994: Gold, 4 × 7,5 km, Damen
- Jewgenija Sobolewa, Wasserball (0-0-1)
Rio de Janeiro 2016: Bronze, Damen
- Jelena Sokolowa, Leichtathletik (0-1-0)
London 2012: Silber, Weitsprung, Damen
- Dimitri Solowjow, Eiskunstlauf (1-1-0)
Sotschi 2014: Gold, Team
Pyeongchang 2018: Silber, Teamwettbewerb
- Walerija Sorokina, Badminton (0-0-1)
London 2012: Bronze, Doppel, Damen
- Adelina Sotnikowa, Eiskunstlauf (1-0-0)
Sotschi 2014: Gold, Damen
- Julija Sotnikowa, Leichtathletik (0-0-1)
Sydney 2000: Bronze, 4 × 400 m, Damen
- Nikolai Spinjow, Rudern (1-0-0)
Athen 2004: Gold, Doppelvierer, Herren
- Darja Spiridonowa, Turnen (0-1-0)
Rio de Janeiro 2016: Silber, Mehrkampf Mannschaft, Damen
- Denis Spizow, Ski Nordisch (0-2-1)
Pyeongchang 2018: Silber, Teamsprint, Herren
Pyeongchang 2018: Bronze, 15 km, Herren
Pyeongchang 2018: Silber, Staffel, Herren
- Anatoli Starostin, Moderner Fünfkampf (0-1-0)
Barcelona 1992: Silber, Mannschaft
- Inna Stepanowa, Bogenschießen (0-1-0)
Rio de Janeiro 2016: Silber, Mannschaft, Frauen
- Wassilissa Stepanowa, Rudern (0-1-0)
Tokio 2020: Silber, Zweier ohne Steuerfrau, Damen
- Juri Stjopkin, Judo (0-0-1)
Sydney 2000: Bronze, gewicht, Herren
- Oleg Stojanowski, Beachvolleyball (0-1-0)
Tokio 2020: Silber, Herren
- Xenija Stolbowa, Eiskunstlauf (0-1-0)
Sotschi 2014: Silber, Paare
- Waleri Stoljarow, Ski Nordisch (0-0-1)
Nagano 1998: Bronze, Nordische Kombination Einzel
- Iwan Stretowitsch, Turnen (0-1-0)
Rio de Janeiro 2016: Silber, Mehrkampf Mannschaft, Männer
- Alexander Subkow, Bobsport (0-1-1)
Turin 2006: Silber, Viererbob, Herren
Vancouver 2010: Bronze, Zweierbob, Herren
- Alexander Suchorukow, Schwimmen (0-1-0)
Peking 2008: Silber, 4 × 200 m Freistil, Herren
- Pawel Suchow, Fechten (0-1-0)
Tokio 2020: Silber, Degen Mannschaft, Herren
- Marina Sudakowa, Handball (1-0-0)
Rio de Janeiro 2016: Gold, Damen
- Alexander Sujew, Basketball (0-1-0)
Tokio 2020: Silber, 3×3-Basketball, Herren
- Dmitri Swatkowski, Moderner Fünfkampf (1-1-0)
Barcelona 1992: Silber, Mannschaft
Sydney 2000: Gold, Einzel
- Natallja Swerawa, Tennis (0-0-1)
Barcelona 1992: Bronze, Doppel, Damen
- Alexei Swirin, Rudern (1-0-0)
Athen 2004: Gold, Doppelvierer, Herren
- Wera Swonarjowa, Tennis (0-0-1)
Peking 2008: Bronze, Einzel, Damen
- Olesja Sykina, Leichtathletik (0-1-0)
Athen 2004: Silber, 4 × 400 m, Damen
- Julija Sykowa, Schießen (0-1-0)
Tokio 2020: Silber, Kleinkalibergewehr Dreistellungskampf, Damen
- Sergei Syrzow, Gewichtheben (0-2-0)
Barcelona 1992: Silber, Mittelschwergewicht, Herren
Atlanta 1996: Silber, 2. Schwergewicht, Herren

### T
- Julija Tabakowa, Leichtathletik (0-1-0)
Athen 2004: Silber, 4 × 100 m, Damen
- Madina Taimasowa, Judo (0-0-1)
Tokio 2020: Bronze, Mittelgewicht, Damen
- Weniamin Tajanowitsch, Schwimmen (1-1-0)
Barcelona 1992: Silber, 4 × 100 m Freistil, Herren
Barcelona 1992: Gold, 4 × 200 m Freistil, Herren
- Tymur Tajmasow, Gewichtheben (0-1-0)
Barcelona 1992: Silber, 1. Schwergewicht, Herren
- Nadeschda Talanowa, Biathlon (1-0-0)
Lillehammer 1994: Gold, 4 × 7,5 km, Damen
- Chassanbi Taow, Judo (0-0-1)
Athen 2004: Bronze, Mittelgewicht, Herren
- Leanid Taranenka, Gewichtheben (0-1-0)
Barcelona 1992: Silber, Superschwergewicht, Herren
- Maxim Tarassow, Leichtathletik (1-0-1)
Barcelona 1992: Gold, Stabhochsprung, Herren
Sydney 2000: Bronze, Stabhochsprung, Herren
- Sergei Tarassow, Biathlon (1-1-2)
Lillehammer 1994: Gold, 20 km, Herren
Lillehammer 1994: Bronze, 10 km, Herren
Lillehammer 1994: Silber, 4 × 7,5 km, Herren
Nagano 1998: Bronze, 4 × 7,5 km, Herren
- Jewgenija Tarassowa, Eiskunstlauf (0-1-0)
Pyeongchang 2018: Silber, Teamwettbewerb
- Anastassija Tatarewa, Rhythmische Sportgymnastik (1-0-0)
Rio de Janeiro 2016: Gold, Mannschaft, Damen
- Alfred Ter-Mkrtchyan, Ringen (0-1-0)
Barcelona 1992: Silber, gr.-röm. Fliegengewicht, Herren
- Anna Timofejewa, Wasserball (0-0-1)
Rio de Janeiro 2016: Bronze, Damen
- Alexei Tischtschenko, Boxen (2-0-0)
Athen 2004: Gold, Federgewicht, Herren
Peking 2008: Gold, Leichtgewicht, Herren
- Anatoli Tischtschenko, Kanu (0-0-1)
Atlanta 1996: Bronze, Vierer-Kajak, Herren
- Jewgeni Tischtschenko, Boxen (1-0-0)
Rio de Janeiro 2016: Gold, Schwergewicht, Männer
- Eduard Tjukin, Gewichtheben (0-0-1)
Athen 2004: Bronze, Mittelschwergewicht, Herren
- Tamerlan Tmenow, Judo (0-1-1)
Sydney 2000: Bronze, Schwergewicht, Herren
Athen 2004: Silber, Schwergewicht, Herren
- Marija Tolkatschowa, Rhythmische Sportgymnastik (1-0-0)
Rio de Janeiro 2016: Gold, Mannschaft, Damen
- Tatjana Tomaschowa, Leichtathletik (0-2-0)
Athen 2004: Silber, 1500 m, Damen
London 2012: Silber, 1500 m, Damen
- Gelena Topilina, Synchronschwimmen (1-0-0)
Rio de Janeiro 2016: Gold, Mannschaft
- Nadeschda Torlopowa, Boxen (0-1-0)
London 2012: Silber, Mittelgewicht, Damen
- Tatjana Totmjanina, Eiskunstlauf (1-0-0)
Turin 2006: Gold, Paare
- Rustam Totrow, Ringen (0-1-0)
London 2012: Silber, gr.-röm. Klasse bis 96 kg, Herren
- Igor Trandenkow, Leichtathletik (0-2-0)
Barcelona 1992: Silber, Stabhochsprung, Herren
Atlanta 1996: Silber, Stabhochsprung, Herren
- Marina Trandenkowa, Leichtathletik (0-1-0)
Barcelona 1992: Silber, 4 × 100 m, Damen
- Maxim Trankow, Eiskunstlauf (2-0-0)
Sotschi 2014: Gold, Paare
Sotschi 2014: Gold, Teams
- Nikita Tregubow, Skeleton (0-1-0)
Pyeongchang 2018: Silber, Herren
Pyeongchang 2018: Silber, Staffel, Herren
- Wiktor Tregubow, Gewichtheben (1-0-0)
Barcelona 1992: Gold, 1. Schwergewicht, Herren
- Alexander Tretjakow, Skeleton (1-0-1)
Vancouver 2010: Bronze, Skeleton
Sotschi 2014: Gold, Skeleton
- Alexander Tretjakow, Ringen (0-0-1)
Atlanta 1996: Bronze, Freistil Leichtgewicht, Herren
- Wiktorija Troizkaja-Taranina, Shorttrack (0-0-1)
Albertville 1992: Bronze, 3000 m Staffel, Damen
- Dmitri Trusch, Turnen (1-0-0)
Atlanta 1996: Gold, Mannschaftsmehrkampf, Herren
- Rachim Tschachkijew, Boxen (1-0-0)
Peking 2008: Gold, Schwergewicht, Herren
- Irina Tschaschtschina, Rhythmische Sportgymnastik (0-1-0)
Athen 2004: Silber, Einzel
- Andrei Tschemerkin, Gewichtheben (1-0-1)
Atlanta 1996: Gold, Superschwergewicht, Herren
Sydney 2000: Bronze, Superschwergewicht, Herren
- Julija Tschepalowa, Ski Nordisch (3-2-1)
Nagano 1998: Gold, 30 km, Damen
Salt Lake City 2002: Gold, 1,5 km Sprint, Damen
Salt Lake City 2002: Silber, 10 km klassisch, Damen
Salt Lake City 2002: Bronze, 15 km, Damen
Turin 2006: Silber, 30 km, Damen
Turin 2006: Gold, 4 × 7,5 km, Damen
- Anna Tschepelewa, Turnen (0-1-0)
Sydney 2000: Silber, Mannschaftsmehrkampf, Damen
- Sergei Tschepikow, Biathlon (1-3-0)
Albertville 1992: Silber, 4 × 7,5 km, Herren
Lillehammer 1994: Gold, 10 km, Herren
Lillehammer 1994: Silber, 4 × 7,5 km, Herren
Turin 2006: Silber, 4 × 7,5 km, Herren
- Alexei Tscheremissinow, Fechten (1-0-0)
Rio de Janeiro 2016: Gold, Florett Mannschaft, Männer
- Iwan Tscheresow, Biathlon (0-1-1)
Turin 2006: Silber, 4 × 7,5 km, Herren
Vancouver 2010: Bronze, 4 × 7,5 km, Herren
- Andrei Tscherkassow, Tennis (0-0-1)
Barcelona 1992: Bronze, Einzel, Herren
- Anton Tschermaschenzew, Rudern (0-0-1)
Atlanta 1996: Bronze, Achter, Herren
- Artjom Tschernoussow, Schießen (0-1-0)
Tokio 2020: Silber, 10 m Luftpistole Team, Mixed
- Ilja Tschernoussow, Ski Nordisch (0-0-1)
Sotschi 2014: Bronze, 50 km Massenstart, Herren
- Alexei Tscherwotkin, Ski Nordisch (0-1-0)
Pyeongchang 2018: Silber, Staffel, Herren
- Jewgeni Tschigischew, Gewichtheben (0-1-0)
Peking 2008: Silber, Klasse über 105 kg, Herren
- Wlada Tschigirjowa, Synchronschwimmen (1-0-0)
Rio de Janeiro 2016: Gold, Mannschaft
- Anna Tschitscherowa, Leichtathletik (1-0-0)
London 2012: Gold, Hochsprung, Damen
- Maxim Tschudow, Biathlon (0-0-1)
Vancouver 2010: Bronze, 4 × 7,5 km, Herren
- Anton Tschupkow, Schwimmen (0-0-1)
Rio de Janeiro 2016: Bronze, 200 m Brust, Männer
- Däulet Turlychanow, Ringen (0-0-1)
Barcelona 1992: Bronze, gr.-röm. Mittelgewicht, Herren
- Seda Tutchaljan, Turnen (0-1-0)
Rio de Janeiro 2016: Silber, Mehrkampf Mannschaft, Damen
- Oleksandra Tymoschenko, Rhythmische Sportgymnastik (1-0-0)
Barcelona 1992: Gold, Einzel

### U
- Iwan Uchow, Leichtathletik (1-0-0)
London 2012: Gold, Hochsprung, Herren
- Saur Ugujew, Ringen (1-0-0)
Tokio 2020: Gold, Freistil Klasse bis 57 kg, Herren
- Sergei Ulegin, Kanu (0-1-0)
Peking 2008: Silber, Zweier-Canadier 500 m, Herren
- Murad Umachanow, Ringen (1-0-0)
Sydney 2000: Gold, Freistil Federgewicht, Herren
- Wladislawa Urasowa, Turnen (1-0-0)
Tokio 2020: Gold, Mehrkampf Mannschaft, Damen
- Alexei Urmanow, Eiskunstlauf (1-0-0)
Lillehammer 1994: Gold, Herren
- Dmitri Uschakow, Trampolinturnen (0-1-0)
London 2012: Silber, Herren
- Maja Ussowa, Eiskunstlauf (1-1-0)
Albertville 1992: Gold, Eistanz
Lillehammer 1994: Silber, Eistanz
- Anna Ustjuchina, Wasserball (0-0-1)
Rio de Janeiro 2016: Bronze, Damen
- Jewgeni Ustjugow, Biathlon (1-0-1)
Vancouver 2010: Gold, 15 km Massenstart, Herren
Vancouver 2010: Bronze, 4 × 7,5 km, Herren
Sotschi 2014: Gold, Staffel, Herren  Medaille ist vakant
- Tetjana Ustjuschanina, Rudern (0-0-1)
Barcelona 1992: Bronze, Doppelvierer, Damen

### V
- Jelena Välbe, Ski Nordisch (3-0-4)
Albertville 1992: Bronze, 5 km klassisch, Damen
Albertville 1992: Bronze, 15 km klassisch, Damen
Albertville 1992: Bronze, 30 km, Damen
Albertville 1992: Bronze, 10 km Verfolgung, Damen
Albertville 1992: Gold, 4 × 5 km, Damen
Lillehammer 1994: Gold, 4 × 5 km, Damen
Nagano 1998: Gold, 4 × 7,5 km, Damen
- Natalia Valeeva, Bogenschießen (0-0-2)
Barcelona 1992: Bronze, Mannschaft, Damen
Barcelona 1992: Bronze, Einzel, Damen

### W
- Dmitri Wassilenko, Turnen (1-0-0)
Atlanta 1996: Gold, Mannschaftsmehrkampf, Herren
- Michail Wekowischtschew, Schwimmen (0-1-0)
Tokio 2020: Silber, 4 × 200 m Freistil, Herren
- Sofja Welikaja, Fechten (3-3-0)
London 2012: Silber, Säbel Einzel, Damen
Rio de Janeiro 2016: Gold, Säbel Mannschaft, Damen
Rio de Janeiro 2016: Gold, Säbel Mannschaft, Frauen
Rio de Janeiro 2016: Silber, Säbel Einzel, Frauen
Tokio 2020: Gold, Säbel Mannschaft, Damen
Tokio 2020: Silber, Säbel Einzel, Damen
- Sergei Werlin, Kanu (0-0-1)
Atlanta 1996: Bronze, Vierer-Kajak, Herren
- Jelena Wesnina, Tennis (1-1-0)
Rio de Janeiro 2016: Gold, Doppel, Damen
Tokio 2020: Silber, Doppel, Mixed
- Vic Wild, Snowboard (2-0-0)
Sotschi 2014: Gold, Parallel-Slalom, Herren
Sotschi 2014: Gold, Parallel-Riesenslalom, Herren
- Olga Wiluchina, Biathlon (0-1-0)
Sotschi 2014: Silber, 7,5 km Sprint, Damen
- Nina Wislowa, Badminton (0-0-1)
London 2012: Bronze, Doppel, Damen
- Anna Wjachirewa, Handball (1-0-0)
Rio de Janeiro 2016: Gold, Damen
- Arkadi Wjattschanin, Schwimmen (0-0-2)
Peking 2008: Bronze, 100 m Rücken, Herren
Peking 2008: Bronze, 200 m Rücken, Herren
- Olha Wladykina-Bryshina, Leichtathletik (1-1-0)
Barcelona 1992: Silber, 400 m, Damen
Barcelona 1992: Gold, 4 × 400 m, Damen
- Roman Wlassow, Ringen (2-0-0)
London 2012: Gold, gr.-röm. Klasse bis 74 kg, Herren
Rio de Janeiro 2016: Gold, gr.-röm. Klasse bis 74 kg, Männer
- Julija Wlassowa, Shorttrack (0-0-1)
Albertville 1992: Bronze, 3000 m Staffel, Damen
- Wladimir Wochmjanin, Schießen (0-0-1)
Barcelona 1992: Bronze, Schnellfeuerpistole, Herren
- Pawel Woiloschnikow, Schießen (0-1-0)
Stockholm 1912: Silber, Militärrevolver 30 m Mannschaft, Herren
- Anastassija Woinowa, Radsport (0-1-1)
Rio de Janeiro 2016: Silber, Teamsprint, Damen
Tokio 2020: Bronze, Teamsprint, Damen
- Alexei Wojewoda, Bobsport (0-1-1)
Turin 2006: Silber, Viererbob, Herren
Vancouver 2010: Bronze, Zweierbob, Herren
- Alexei Wojewodin, Leichtathletik (0-0-1)
Athen 2004: Bronze, 50 km Gehen, Herren
- Alexei Wolkow, Biathlon (1-0-0)
Sotschi 2014: Gold, Staffel, Herren
- Dmitri Wolkow, Schwimmen (0-1-0)
Barcelona 1992: Silber, 4 × 100 m Lagen, Herren
- Wladimir Wolodenkow, Rudern (0-0-1)
Atlanta 1996: Bronze, Achter, Herren
- Tatjana Wolossoschar, Eiskunstlauf (2-0-0)
Sotschi 2014: Gold, Paare
Sotschi 2014: Gold, Teams
- Ljubow Wolossowa, Ringen (0-0-1)
London 2012: Bronze, Freistil Klasse bis 63 kg, Damen
- Natalja Worobjowa, Ringen (1-1-0)
London 2012: Gold, Freistil Klasse bis 72 kg, Damen
Rio de Janeiro 2016: Silber, Klasse bis 69 kg, Damen
- Natalia Woronina, Shorttrack (0-0-1)
Pyeongchang 2018: Bronze, 5000 m, Damen
- Alexei Woropajew, Turnen (2-0-0)
Barcelona 1992: Gold, Mannschaftsmehrkampf, Herren
Atlanta 1996: Gold, Mannschaftsmehrkampf, Herren
- Maxim Wylegschanin, Ski Nordisch (0-3-0)
Sotschi 2014: Silber, Teamsprint, Herren
Sotschi 2014: Silber, 4 × 10 km, Herren
Sotschi 2014: Silber, 50 km, Herren
- Swetlana Wyssokowa, Eisschnelllauf (0-0-1)
Turin 2006: Bronze, Team-Verfolgung, Damen

### Z
- Denis Zargusch, Ringen (0-0-1)
London 2012: Bronze, Freistil Klasse bis 74 kg, Herren
- Nina Zhivanevskaya, Schwimmen (0-0-1)
Barcelona 1992: Bronze, 4 × 100 m Lagen, Damen
- Georgi Zybulnikow, Kanu (0-0-1)
Atlanta 1996: Bronze, Vierer-Kajak, Herren

## Mannschaftsmedaillen
- Albertville 1992, Eishockey: Gold, Herren
Nikolai Chabibulin, Michail Schtalenkow, Andrei Trefilow – Sergei Bautin, Dmitri Juschkewitsch, Wladimir Malachow, Dmitri Mironow, Darius Kasparaitis, Igor Krawtschuk, Alexei Schitnik, Sergei Subow – Igor Boldin, Nikolai Borschtschewski, Wjatscheslaw Buzajew, Wjatscheslaw Bykow, Juri Chmyljow, Andrei Chomutow, Jewgeni Dawydow, Andrei Kowalenko, Alexei Kowaljow, Sergei Petrenko, Witali Prochorow, Alexei Schamnow
- Nagano 1998, Eishockey: Silber, Herren
Michail Schtalenkow, Andrei Trefilow, Oleg Schewzow, Darius Kasparaitis, Alexei Schitnik, Igor Krawtschuk, Boris Mironow, Dmitri Mironow, Dmitri Juschkewitsch, Sergei Gontschar, Alexei Gussarow, Pawel Bure, Sergei Fjodorow, Alexei Jaschin, Alexei Schamnow, Waleri Selepukin, Andrei Kowalenko, German Titow, Waleri Kamenski, Waleri Bure, Alexei Morosow, Sergei Nemtschinow, Sergei Kriwokrassow
- Salt Lake City 2002, Eishockey: Bronze, Herren
Nikolai Chabibulin, Ilja Brysgalow, Jegor Podomazki, Wladimir Malachow, Oleg Twerdowski, Igor Krawtschuk, Darius Kasparaitis, Boris Mironow, Daniil Markow, Sergei Gontschar, Alexei Kowaljow, Sergei Fjodorow, Maxim Afinogenow, Pawel Bure, Ilja Kowaltschuk, Pawel Dazjuk, Sergei Samsonow, Igor Larionow, Alexei Jaschin, Waleri Bure, Alexei Schamnow, Andrei Nikolischin, Oleg Kwascha
- Barcelona 1992, Basketball: Gold, Damen
Jelena Baranowa, Elen Bunatjanz, Irina Gerliz, Irina Minch, Jelena Chudaschowa, Alena Schwajbowitsch, Natalja Sassulskaja, Irina Sumnikowa, Maryna Tkatschenko, Jelena Tornikidu, Swetlana Sabolujewa, Olena Schyrko
- Barcelona 1992, Handball: Gold, Herren
Andrei Lawrow, Igor Wassiljew, Jurij Hawrylow, Andrei Barbaschinski, Serhij Bebeschko, Waleri Gopin, Wassili Kudinow, Talant Dujshebaev, Michail Jakimowitsch, Oleg Grebnew, Oleg Kisseljow, Igor Tschumak, Andrej Minevski, Pawel Sukosjan, Dmitri Filippow, Wjatscheslaw Gorpischin
- Barcelona 1992, Handball: Bronze, Damen
Swetlana Bogdanowa, Natalja Derjugina, Galina Onoprijenko, Tetjana Horb, Elina Gussewa, Larissa Kisseljowa, Marina Basanowa, Natalja Morskowa, Ljudmila Guds, Swetlana Prjachina, Natalja Anissimowa, Galina Borsenkowa, Tatjana Dschandschgawa
- Barcelona 1992, Volleyball: Silber, Damen
Jewgenia Artamonowa, Jelena Batutschtina, Jelena Tschebukina, Irina Iltschenko, Swetlana Korytowa, Galina Lebedewa, Tatjana Menschowa, Natalja Morosowa, Walentina Ogijenko, Marina Pankowa, Tatjana Sidorenko, Swetlana Wassilewskaja
- Barcelona 1992, Wasserball: Bronze, Herren
Dmitri Apanassenko, Andrei Belofastow, Dmitri Gorschkow, Wladimir Karabutow, Alexander Kolotow, Nikolai Koslow, Andrei Kovalenko, Sergei Markotsch, Sergei Naumow, Alexander Ogorodnikow, Jewgeni Scharonow, Alexander Tchigir, Alexei Wdowin
- Atlanta 1996, Rhythmische Sportgymnastik: Bronze, Damen
Jewgenija Botschkarjowa, Irina Dsjuba, Julija Iwanowa, Angelina Juschkowa, Jelena Kriwoschei, Olga Schtyrenko
- Sydney 2000, Handball: Gold, Herren
Andrei Lawrow, Igor Lawrow, Stanislaw Kulintschenko, Eduard Kokscharow, Denis Kriwoschlykow, Lew Woronin, Alexander Tutschkin, Wassili Kudinow, Dmitri Torgowanow, Pawel Sukosjan, Dmitri Kuselew, Oleg Chodkow, Wjatscheslaw Gorpischin, Sergei Pogorelow, Dmitri Filippow
- Sydney 2000, Rhythmische Sportgymnastik: Gold, Damen
Irina Belowa, Natalja Lawrowa, Marija Netjossowa, Jelena Schalamowa, Wera Schimanskaja, Irina Silber
- Sydney 2000, Synchronschwimmen: Gold, Damen
Jelena Asarowa, Olga Brusnikina, Marija Kisseljowa, Olga Nowokschtschenowa, Irina Perschina, Jelena Soja, Julija Wassiljewa, Olga Wassjukowa, Jelena Antonowa
- Sydney 2000, Volleyball: Silber, Herren
Sergei Tetjuchin, Igor Schulepow, Roman Jakowljew, Ilja Saweljew, Ruslan Olichwer, Alexei Kuleschow, Alexander Gerassimow, Alexei Kasakow, Wadim Chamutzkich, Konstantin Uschakow, Waleri Gorjuschew, Jewgeni Mitkow
- Sydney 2000, Volleyball: Silber, Damen
Olga Potaschowa, Natalja Morosowa, Anastassija Belikowa, Jelena Tjurina, Ljubow Schaschkowa, Jelena Godina, Jewgenija Artamonowa, Jelisaweta Tischtschenko, Jelena Wassilewskaja, Jekaterina Gamowa, Tatjana Gratschowa, Inessa Sargsjan
- Sydney 2000, Wasserball: Silber, Herren
Roman Balaschow, Dmitri Dugin, Sergei Garbusow, Dmitri Gorschkow, Juri Jazew, Alexander Jeryschow, Nikolai Koslow, Nikolai Maximow, Andrei Reketschinski, Marat Sakirow, Irek Sinnurow, Dmitri Stratan, Rewas Tschomachidse
- Sydney 2000, Wasserball: Bronze, Damen
Marina Akobija, Jekaterina Anikejewa, Sofja Konuch, Marija Koroljowa, Swetlana Kusina, Natalja Kutusowa, Julija Petrowa, Tatjana Petrowa, Galina Rytowa, Jelena Smurowa, Jelena Tokun, Irina Tolkunowa, Jekaterina Wassiljewa
- Athen 2004, Basketball: Bronze, Damen
Anna Archipowa, Olga Arteschina, Jelena Baranowa, Diana Gustilina, Maria Kalmykowa, Jelena Karpowa, Ilona Korstin, Irina Ossipowa, Oxana Rachmatulina, Tatjana Schtschogolewa, Marija Stepanowa, Natalja Wodopjanowa
- Athen 2004, Handball: Bronze, Herren
Pawel Baschkin, Alexander Gorbatikow, Wjatscheslaw Gorpischin, Witali Iwanow, Eduard Kokscharow, Alexei Kostygow, Denis Kriwoschlykow, Wassili Kudinow, Oleg Kuleschow, Andrei Lawrow, Sergei Pogorelow, Alexei Rastworzew, Michail Tschipurin, Dmitri Torgowanow, Alexander Tutschkin
- Athen 2004, Rhythmische Sportgymnastik: Gold, Damen
Olesja Belugina, Olga Glazkich, Tatjana Kurbakowa, Natalja Lawrowa, Jelena Mursina, Jelena Possewina
- Athen 2004, Synchronschwimmen: Gold, Damen
Jelena Asarowa, Olga Brusnikina, Anastassija Dawydowa, Anastassija Jermakowa, Elwira Chasjanowa, Marija Kisseljowa, Olga Nowokschtschenowa, Anna Schorina
- Athen 2004, Volleyball: Bronze, Herren
Pawel Abramow, Sergei Baranow, Taras Chtei, Stanislaw Dineikin, Andrei Jegortschew, Alexei Kasakow, Wadim Chamutzkich, Alexander Kossarew, Alexei Kuleschow, Sergei Tetjuchin, Konstantin Uschakow, Alexei Werbow
- Athen 2004, Volleyball: Silber, Damen
Jewgenija Artamonowa, Olga Tschukanowa, Jekaterina Gamowa, Alexandra Korukowez, Olga Nikolajewa, Jelena Plotnikowa, Natalja Safronowa, Ljubow Schaschkowa, Marina Scheschenina, Irina Tebenichina, Jelisaweta Tischtschenko, Jelena Tjurina
- Athen 2004, Wasserball: Bronze, Herren
Roman Balaschow, Alexander Fedorow, Sergei Garbusow, Dmitri Gorschkow, Alexander Jeryschow, Witali Jurtschik, Nikolai Koslow, Nikolai Maximow, Andrei Reketschinski, Marat Sakirow, Irek Sinnurow, Dmitri Stratan, Rewas Tschomachidse
- Peking 2008, Basketball: Bronze, Damen
Swetlana Abrossimowa, Rebecca Hammon, Marina Karpunina, Ilona Korstin, Marina Kusina, Jekaterina Lissina, Irina Ossipowa, Oxana Rachmatulina, Tatjana Schtschegolewa, Irina Sokolowskaja, Marija Stepanowa, Natalja Wodopjanowa
- Peking 2008, Handball: Silber, Damen
Jekaterina Andrjuschina, Irina Blisnowa, Jelena Dmitrijewa, Anna Karejewa, Jekaterina Marennikowa, Jelena Poljonowa, Irina Poltorazkaja, Ljudmila Postnowa, Oxana Romenskaja, Natalja Schipilowa, Marija Sidorowa, Inna Suslina, Emilija Turei, Jana Uskowa
- Peking 2008, Synchronschwimmen: Gold, Damen
Anastassija Dawydowa, Anastassija Jermakowa, Marija Gromowa, Natalja Ischtschenko, Elwira Chasjanowa, Olga Kuschela, Swetlana Romaschina, Anna Schorina
- Peking 2008, Volleyball: Bronze, Herren
Juri Bereschko, Wadim Chamutzkich, Sergei Grankin, Alexander Kornejew, Alexander Kossarew, Alexei Kuleschow, Maxim Michailow, Alexei Ostapenko, Semjon Poltawski, Sergei Tetjuchin, Alexei Werbow, Alexander Wolkow
- Peking 2008, Rhythmische Sportgymnastik: Gold, Damen
Margarita Alijtschuk, Anna Gawrilenko, Tatjana Gorbunowa, Jelena Possewina, Darja Schkurichina, Natalja Sujewa
- London 2012, Basketball: Bronze, Herren
Semjon Antonow, Witali Fridson, Sergei Karasjow, Alexander Kaun, Wiktor Chrjapa, Dmitri Chwostow, Andrei Kirilenko, Sergei Monja, Timofei Mosgow, Anton Ponkraschow, Alexei Schwed, Jewgeni Woronow
- London 2012, Rhythmische Sportgymnastik: Gold, Damen
Anastassija Blisnjuk, Uljana Donskowa, Xenija Dudkina, Alina Makarenko, Anastassija Nasarenko, Karolina Sewastjanowa
- London 2012, Synchronschwimmen: Gold, Damen
Elwira Chasjanowa, Anastassija Dawydowa, Marija Gromowa, Natalja Ischtschenko, Darja Korobowa, Alexandra Pazkewitsch, Swetlana Romaschina, Alla Schischkina, Anschelika Timanina
- London 2012, Volleyball: Gold, Herren
Nikolai Apalikow, Juri Bereschko, Alexander Butko, Sergei Grankin, Dmitri Iljinych, Taras Chtei, Maxim Michailow, Dmitri Muserski, Alexei Obmotschajew, Alexander Sokolow, Sergei Tetjuchin, Alexander Wolkow
- Tokio 2020, Synchronschwimmen: Gold, Damen
Marina Goljadkina, Swetlana Kolesnitschenko, Polina Komar, Alexandra Pazkewitsch, Swetlana Romaschina, Alla Schischkina, Marija Schurotschkina, Wlada Tschigirjowa
- Tokio 2020, Handball: Silber, Damen
Wladlena Bobrownikowa, Darja Dmitrijewa, Olga Fomina, Polina Gorschkowa, Jekaterina Iljina, Wiktorija Kalinina, Polina Kusnezowa, Ksenija Makejewa, Julija Manaharowa, Jelena Michailitschenko, Anna Sedoikina, Anna Sen, Antonina Skorobogattschenko, Polina Wedjochina, Anna Wjachirewa
- Tokio 2020, Rhythmische Sportgymnastik: Silber, Damen
Anastassija Blisnjuk, Anastassija Maximowa, Angelina Schkatowa, Anastassija Tatarewa, Alissa Tischtschenko
- Tokio 2020, Volleyball: Silber, Herren
Denis Bogdan, Walentin Golubew, Iwan Jakowlew, Jegor Kljuka, Igor Kobsar, Iljas Kurkajew, Maxim Michailow, Pawel Pankow, Jaroslaw Podlesnych, Wiktor Poletajew, Dmitri Wolkow, Artjom Wolwitsch